# Feuerhalle Simmering

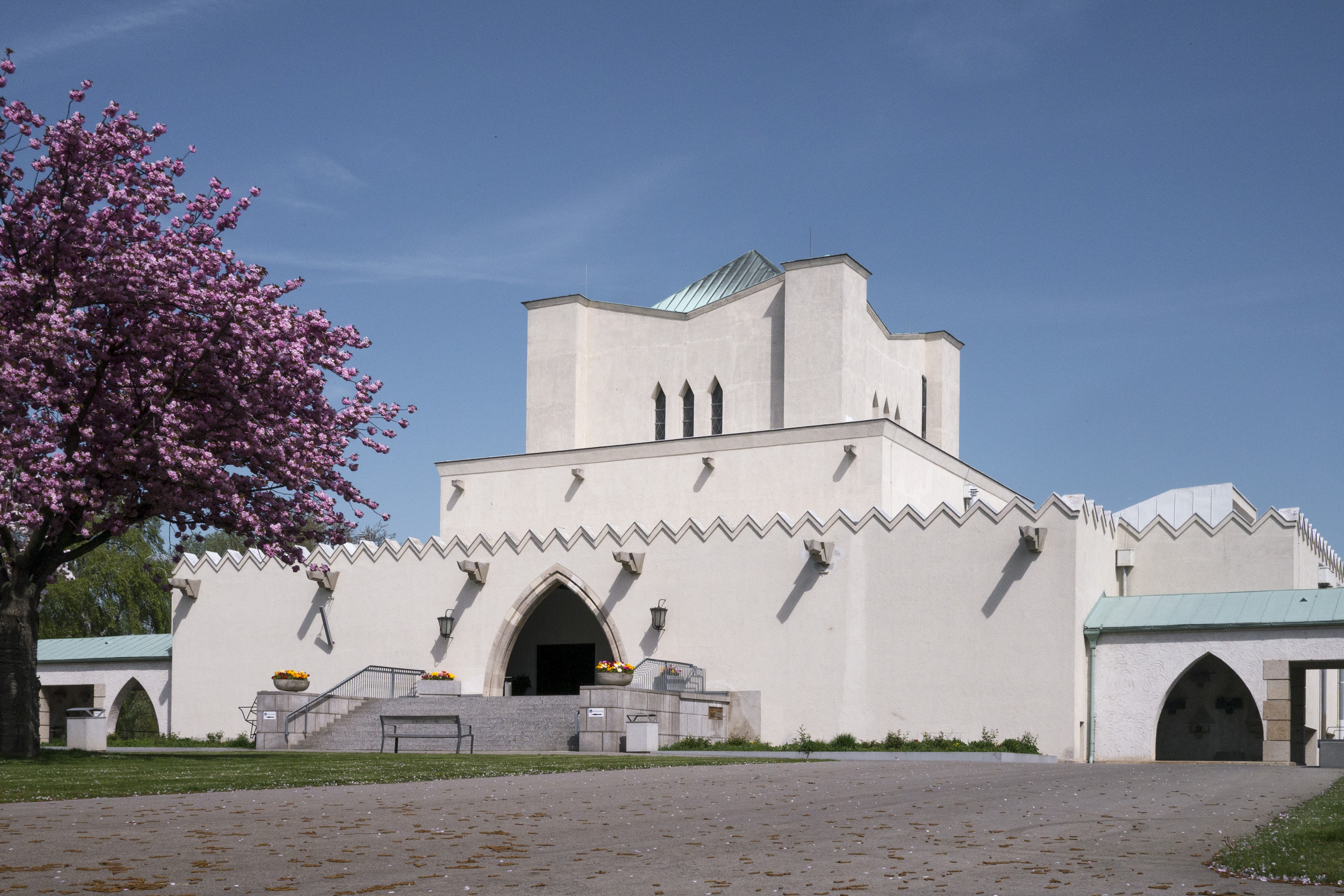
Feuerhalle Simmering

Die Feuerhalle Simmering (auch Krematorium Simmering genannt) ist ein Krematorium mit angeschlossenem Urnenfriedhof im 11. Wiener Gemeindebezirk Simmering. Sie wurde am 17. Dezember 1922 als erstes österreichisches Krematorium eröffnet.

## Geschichte

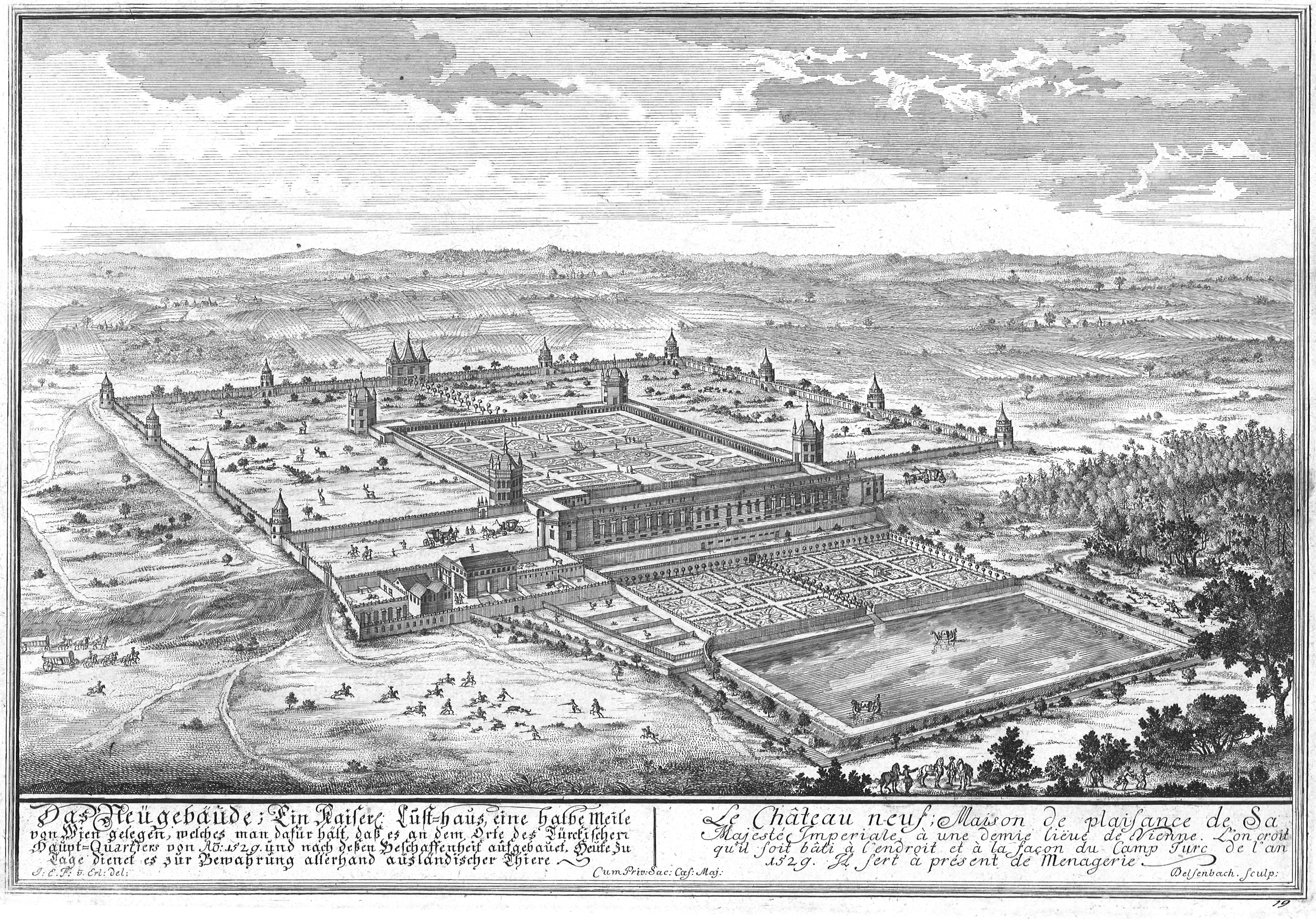
Schloss Neugebäude um 1720

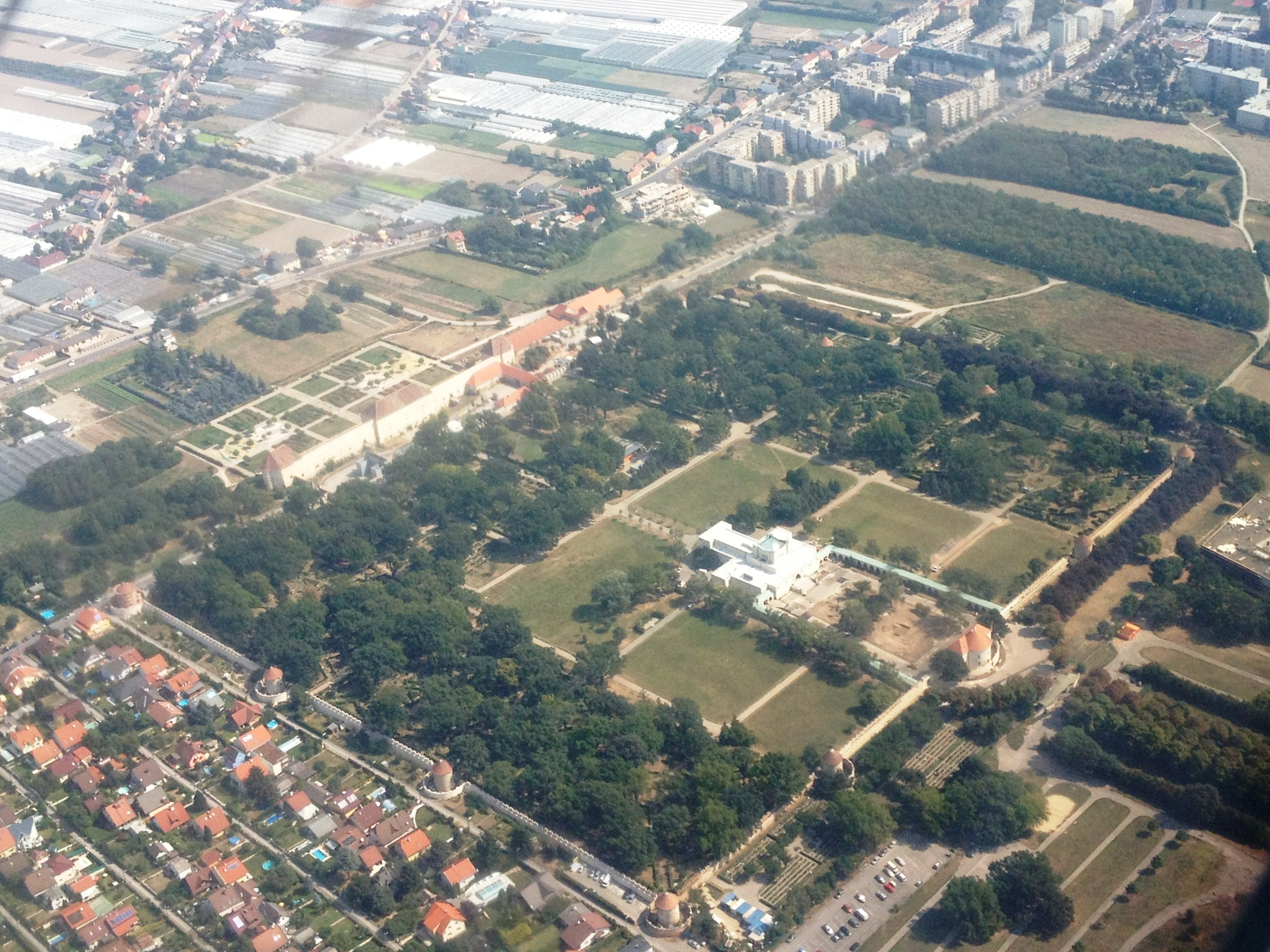
Schloss Neugebäude und Feuerhalle 2013

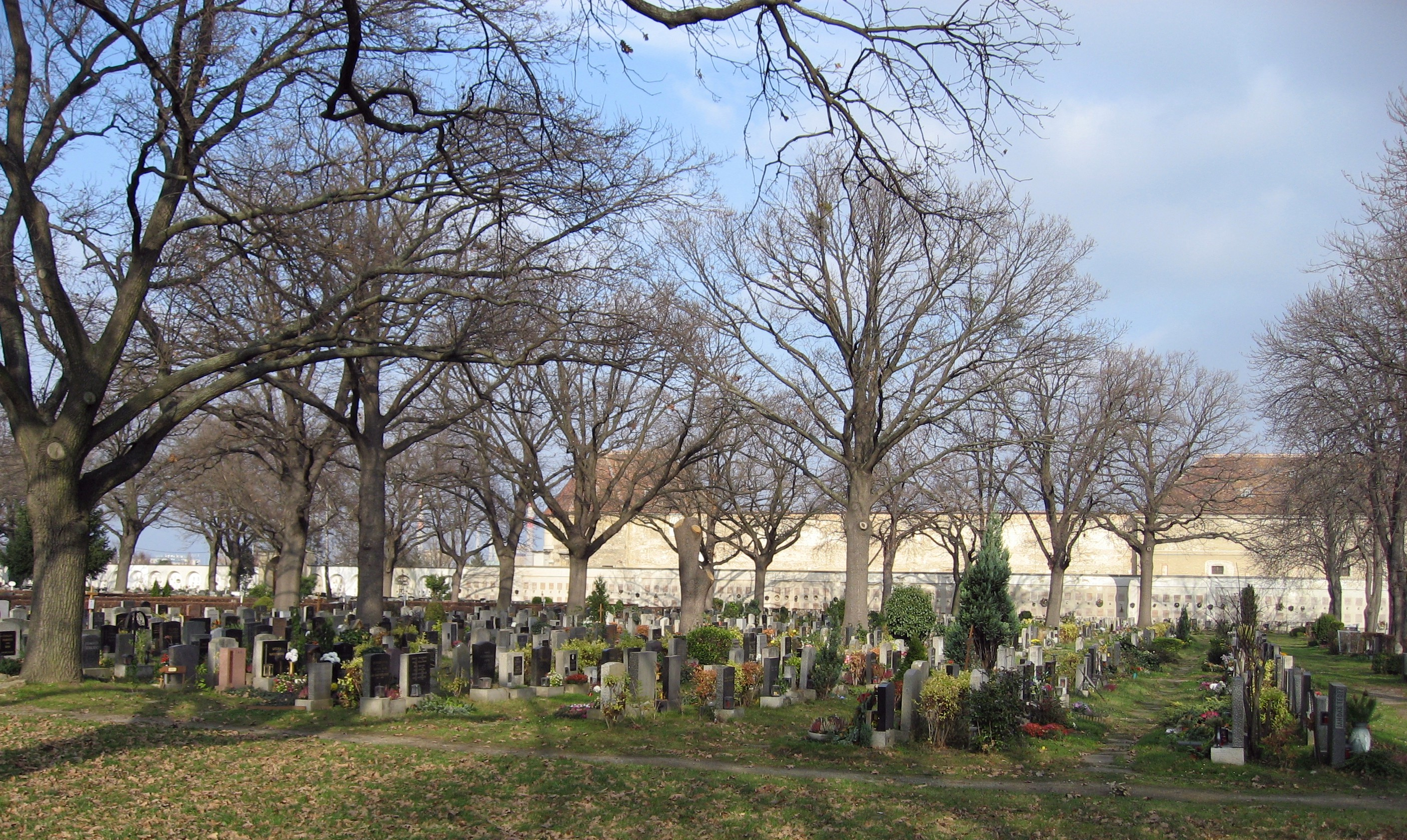
Urnenhain, im Hintergrund Schloss Neugebäude

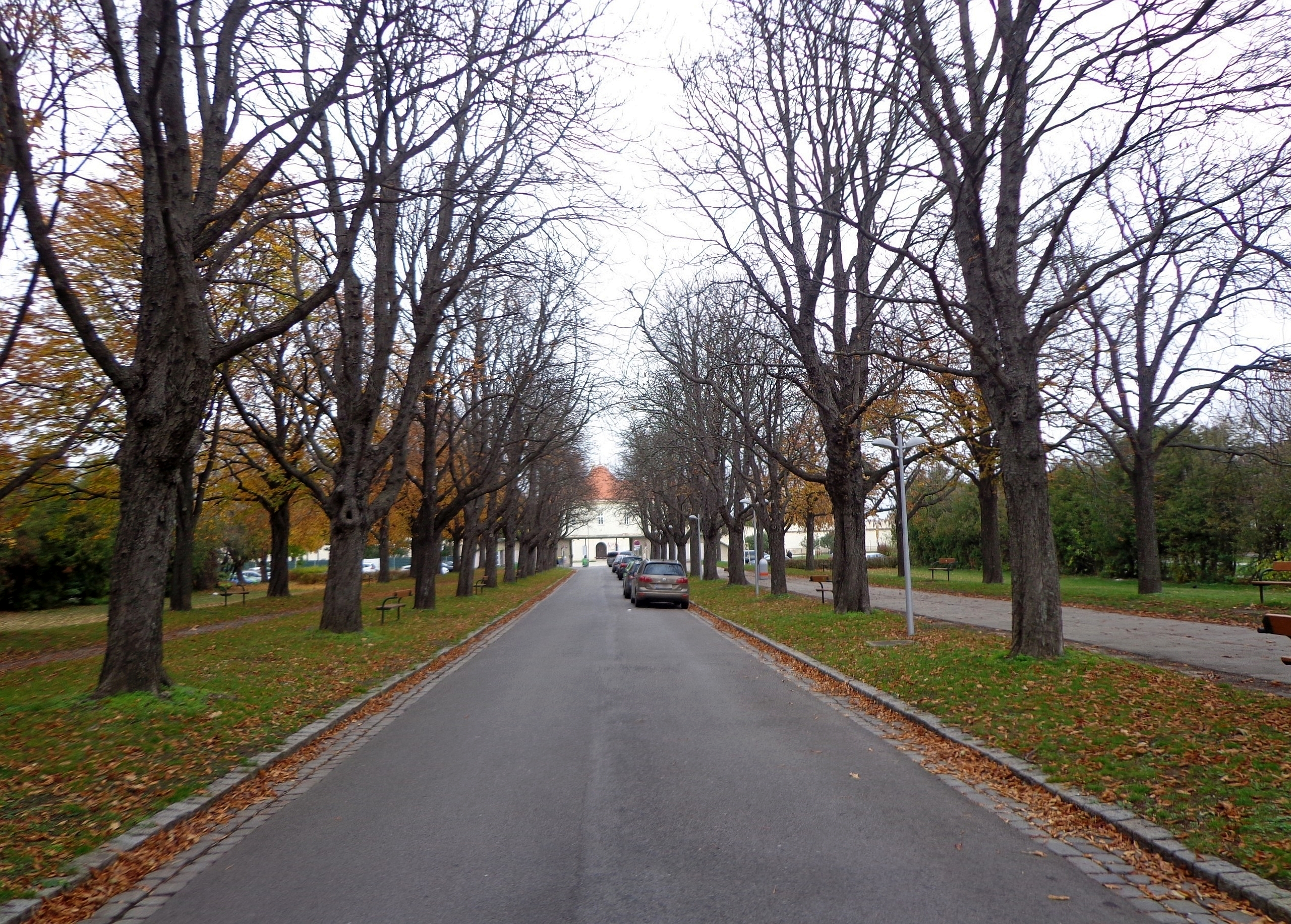
Zufahrt zur Feuerhalle mit Allee

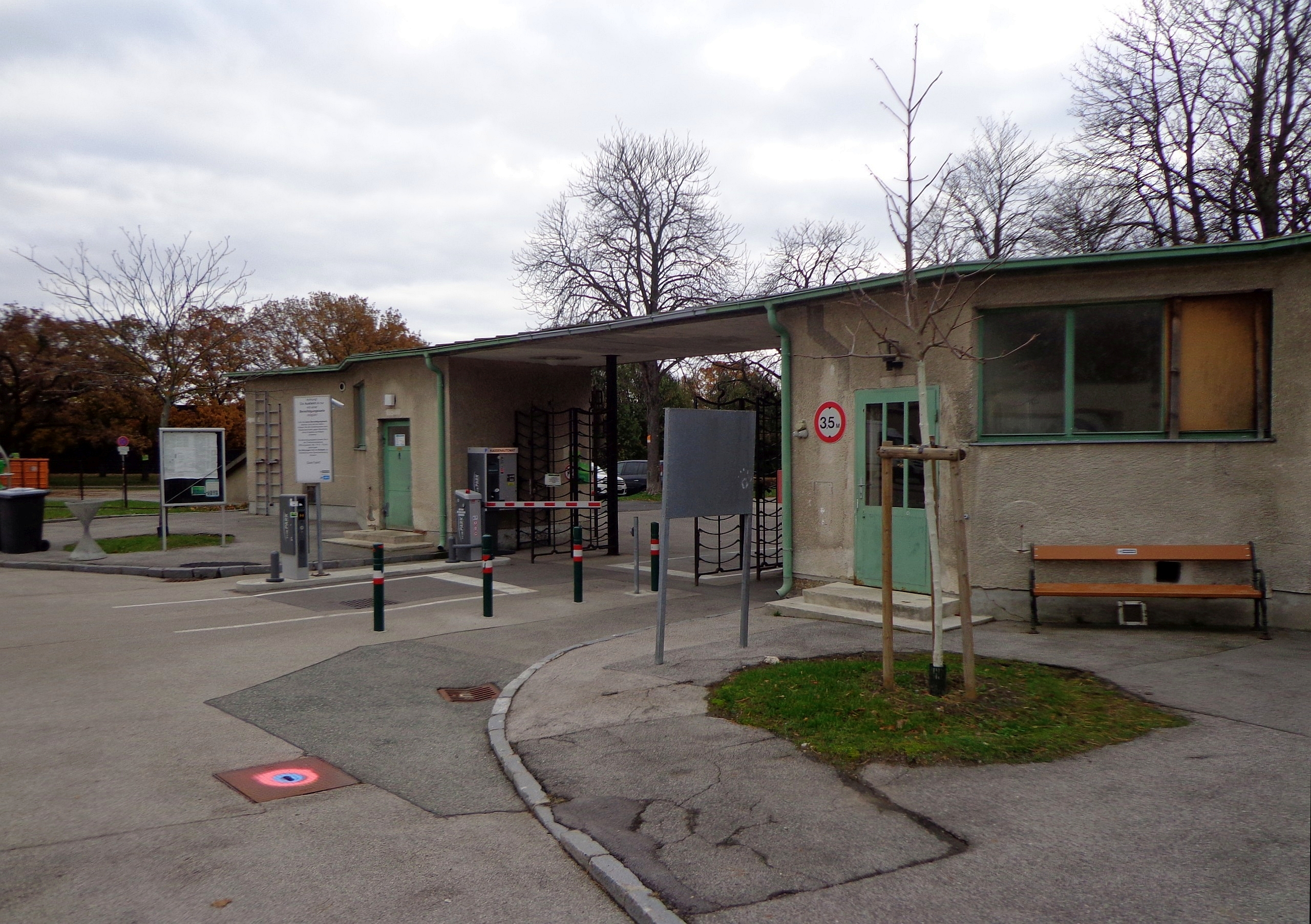
Haupteingangstor

Die Befürworter der Feuerbestattung, vor allem der liberal orientierte Feuerbestattungsverein Die Flamme, setzten sich bereits seit Ende des 19. Jahrhunderts für die Errichtung von Krematorien in Österreich ein. Am 15. April 1904 wurde der Arbeiter-Zweig des Vereins Die Flamme gegründet. Am 24. Oktober 1906 beantragte Gemeinderat Friedrich Allmeder erstmals die Zulassung der Feuerbestattung in Wien,  diesbezügliche Anträge wurden von den Behörden aber stets zurückgewiesen. 1921 genehmigte schließlich der nunmehr sozialdemokratisch dominierte Wiener Gemeinderat unter Bürgermeister Jakob Reumann im Zuge seiner sozialdemokratisch orientierten Kommunalpolitik („Rotes Wien“) die Errichtung eines Krematoriums in Wien. Mit der Umsetzung betraut wurde Stadtrat Franz Siegel, der im Stadtsenat für technische Angelegenheiten zuständig war. Ursprünglich war geplant, die Anlage auf dem Areal des aufgelassenen Sankt Marxer Friedhofs zu bauen, die Entscheidung fiel jedoch zugunsten des ehemaligen Gartens des Schlosses Neugebäude, der sich zwischen dem Schloss und der Simmeringer Hauptstraße befindet und zudem in unmittelbarer Nähe zum Wiener Zentralfriedhof liegt. Ein ausgeschriebener Wettbewerb zur Gestaltung der Feuerhalle im Rahmen der siebenten Erweiterung des Zentralfriedhofs wurde zwar von Josef Hoffmann gewonnen, es wurde aber der drittplatzierte Entwurf von Clemens Holzmeister gewählt, da dieser die bestehende Architektur des Schlossgartens am besten in das Projekt zu integrieren verstand.
Am 17. Dezember 1922 erfolgte die feierliche Eröffnung der Feuerhalle als erstes österreichisches Krematorium durch Bürgermeister Jakob Reumann, obwohl ein noch am Vortag vom christlichsozialen Minister Richard Schmitz eingebrachter Antrag dies verhindern sollte. Es folgte eine Klage gegen Reumann beim Verfassungsgerichtshof, der schließlich 1924 zugunsten der Feuerhalle entschied. Die erste Einäscherung fand am 17. Jänner 1923 statt.
Bereits in den 1920er und 1930er Jahren erfolgten erste Erweiterungen sowie Um- und Anbauten, da es einen deutlichen Anstieg bei der Anzahl der Einäscherungen gab. Während der Schlacht um Wien im April 1945 wurden sowohl das Krematorium als auch der Urnenhain von Bomben getroffen und schwer beschädigt. Das Krematorium konnte erst nach etwa einem Jahr wieder den Betrieb aufnehmen. 
Von 1967 bis 1969 erfolgte nach Plänen Holzmeisters eine Erweiterung der Anlage. In den 1980er Jahren wurden die bisher mit Koks und Gas betriebenen Einäscherungsöfen durch elektrische ersetzt. 
2008 wurden eine neue Filteranlage sowie ein Lift für einen barrierefreien Zugang eingebaut. Seit Mai 2013 wurden die Elektroöfen gegen gasbetriebene Kremationsöfen getauscht. Abgeschlossen sollte diese Umrüstung im Jahr 2019 werden. Beim 2008 erfolgten Umbau wurde das Heizungssystem so umgestaltet, dass die Abwärme für die Raumheizung der Feuerhalle genutzt werden konnte. 2011 wurde bekannt, dass zum Beheizen der benachbarten und damals noch in Bau befindlichen Unternehmenszentrale der Friedhöfe Wien GmbH zusätzlich zu einer konventionellen Gasheizung auch die Abwärme des Krematoriums genutzt werden solle. Auch von einem Anschluss der Feuerhalle an das Fernwärmenetz der Stadt Wien war in einigen Medien fälschlicherweise zu lesen.
Als Anfang 2008 die Wiener Städtischen Friedhöfe aus der Magistratsabteilung 43 ausgegliedert und zur Friedhöfe Wien GmbH als Tochterunternehmen der Wiener Stadtwerke wurden, kam die Feuerhalle Simmering zu der ebenfalls neu gegründeten und zu den Stadtwerken gehörenden Krematorium Wien GmbH. Der Urnenhain wird von der Friedhöfe Wien GmbH verwaltet. Die Feuerhalle Simmering und der Urnenhain verfügen über eine Gesamtfläche von über 215.000 m². In den 46.279 Grabstellen sind über 240.000 Urnen beigesetzt.
Da Feuerbestattung in Wien immer beliebter wurde, soll die Feuerhalle erweitert werden. Der von dem Sieger eines Architekturwettbewerbs gestaltete Zubau soll bis 2022 fertiggestellt sein.[veraltet]

## Gestaltung

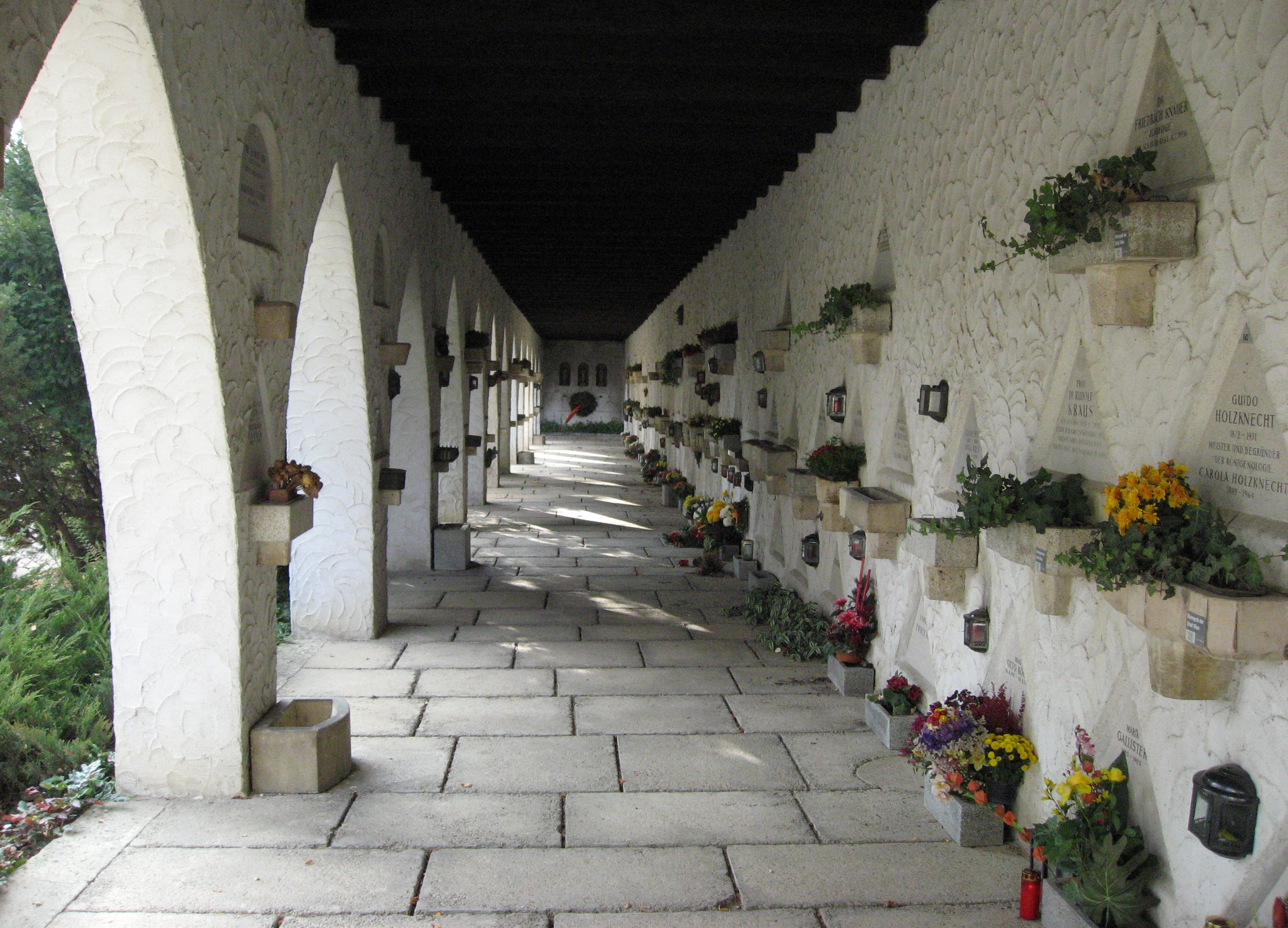
Arkadengang mit Urnennischen

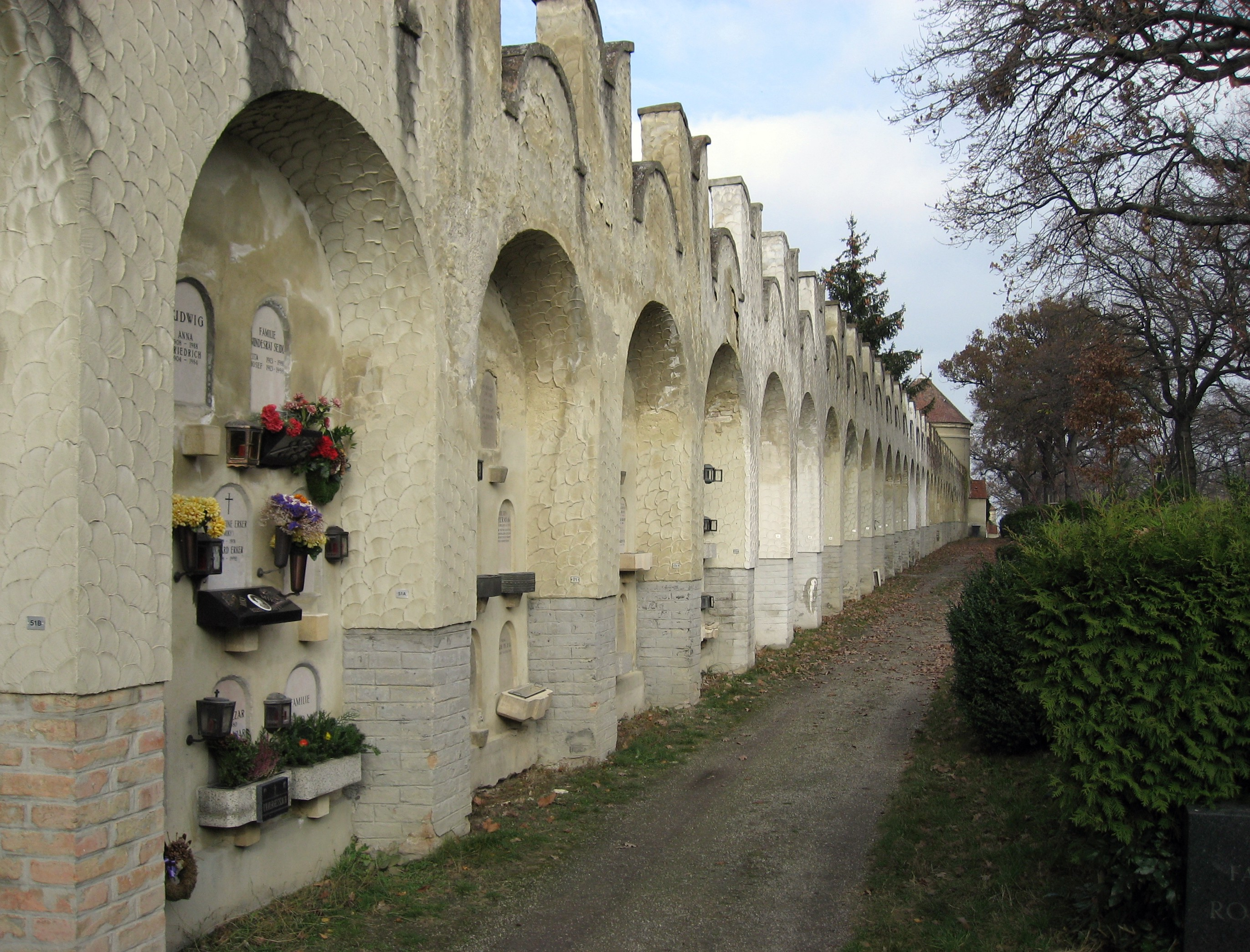
Urnennischen in der Umfassungsmauer

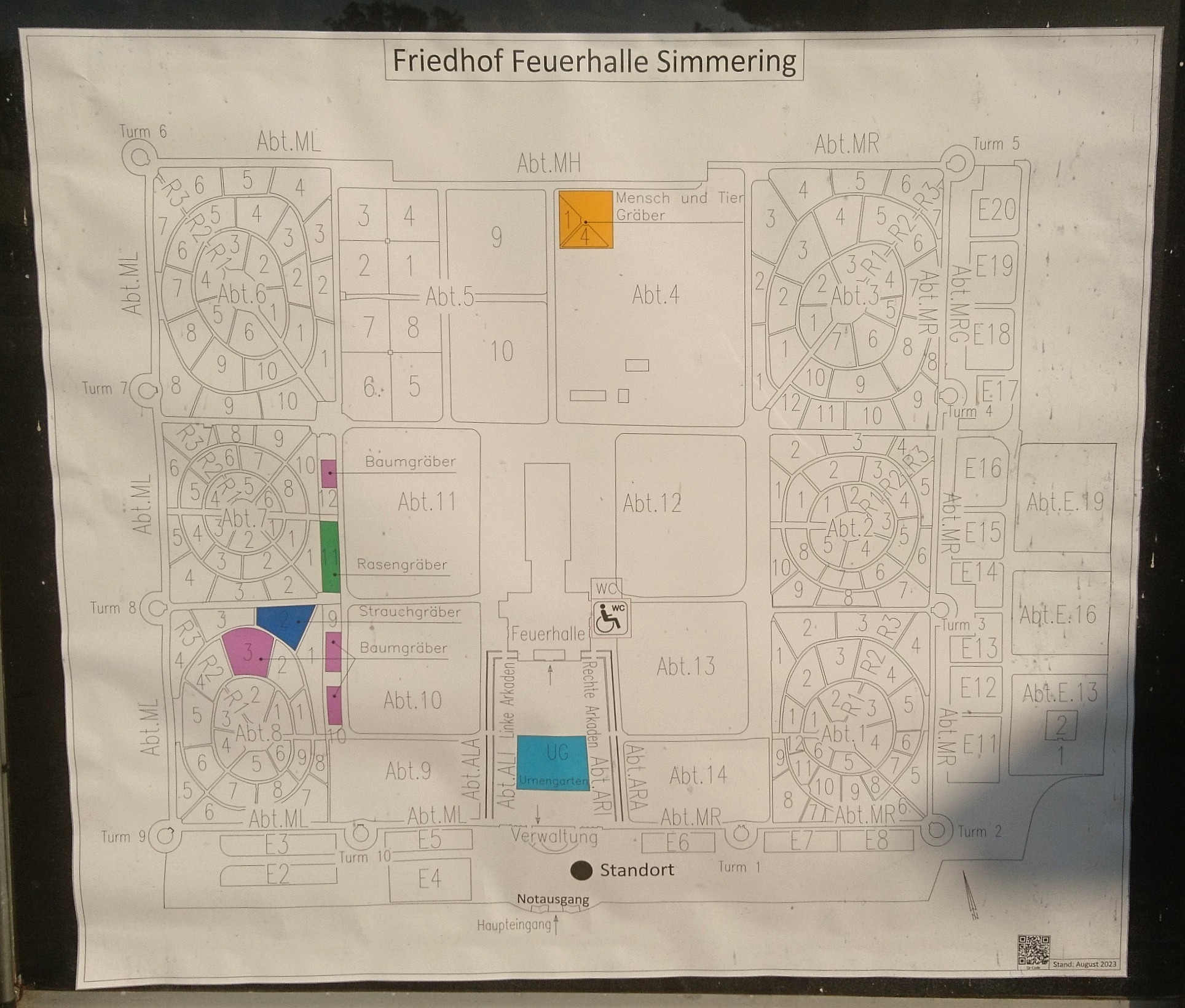
Übersichtsplan der Gesamtanlage, 2024

Das Areal der Feuerhalle und des Urnenhains entspricht etwa dem südlichen Schlossgarten (Oberer Baumgarten) des Schlosses Neugebäude und wurde im Eingangsbereich um einen schmalen Geländestreifen erweitert. Teile der Einfriedungsmauer mit ihren charakteristischen Schwalbenschwanzzinnen sowie die zehn Türme und das Gebäude des ehemaligen Wasserwerkes sind noch Bausubstanz aus Zeiten der Nutzung als Schlossgarten und wurden im Zuge der Errichtung des Krematoriums adaptiert. Die ehemalige Einfriedung des inneren Lustgartens sowie dessen Ecktürme waren zu diesem Zeitpunkt nicht mehr vorhanden.
Eine zum Haupteingang der Feuerhalle führende Allee befindet sich an der Simmeringer Hauptstraße, schräg gegenüber dem Hauptportal des Zentralfriedhofs. Der historischen Einfriedungsmauer vorgelagert ist ein äußerer Eingangsbereich mit einem kleinen Pförtnergebäude. Über zwei an dem als Torbau fungierenden ehemaligen Wasserwerk vorbeiführende Eingänge gelangt man in den Arkadenhof, an dessen Ende sich das nach Entwürfen von Clemens Holzmeister errichtete Hauptgebäude mit dem Krematorium befindet. Das 1922 fertiggestellte Bauwerk weist einen expressionistischen Stil mit orientalischen Einflüssen auf. Von 1965 bis 1969 wurden – erneut unter Holzmeister – einige Erweiterungen und Umbauten vorgenommen, unter anderem kamen neue Zeremonienhallen dazu und die 1927 von Anton Kolig gestalteten Ölbilder (Leben und Chronos) wurden in den Kuppelraum verlegt. In den 1980er Jahren kam es zu Renovierungsarbeiten durch den Architekten Christof Riccabona.
In der Mitte des hofartigen Vorplatzes des Krematoriums befindet sich das monumentale Urnengrab von Jakob Reumann, der 1925 – nur wenige Jahre, nachdem er den Bau der Feuerhalle durchgesetzt und diese schließlich eröffnet hatte – hier eingeäschert und beigesetzt wurde. Die beiden vom Krematorium ausgehenden, den Hof begrenzenden Längsseiten wurden als Spitzbogengänge mit Kolumbariennischen gestaltet.
Der Großteil der Gräber ist im Urnenhain als Erdgräber angelegt, die in acht Abteilungen ringförmig gruppiert sind. Die ältesten Gräber befinden sich im so genannten Eichenhain. Urnennischen befinden sich in den Arkadengängen, an der Innenseite der Umfassungsmauer sowie in einem der zehn Türme.
Der aus 50 Stieleichen bestehende Eichenhain liegt in der Nähe der Arkadengänge und gilt als Naturdenkmal. Er wurde vermutlich bereits im Zuge der Errichtung von Schloss Neugebäude und seiner Gärten angelegt und 1649 in der Topographia Austriae beschrieben.

## Krematorium

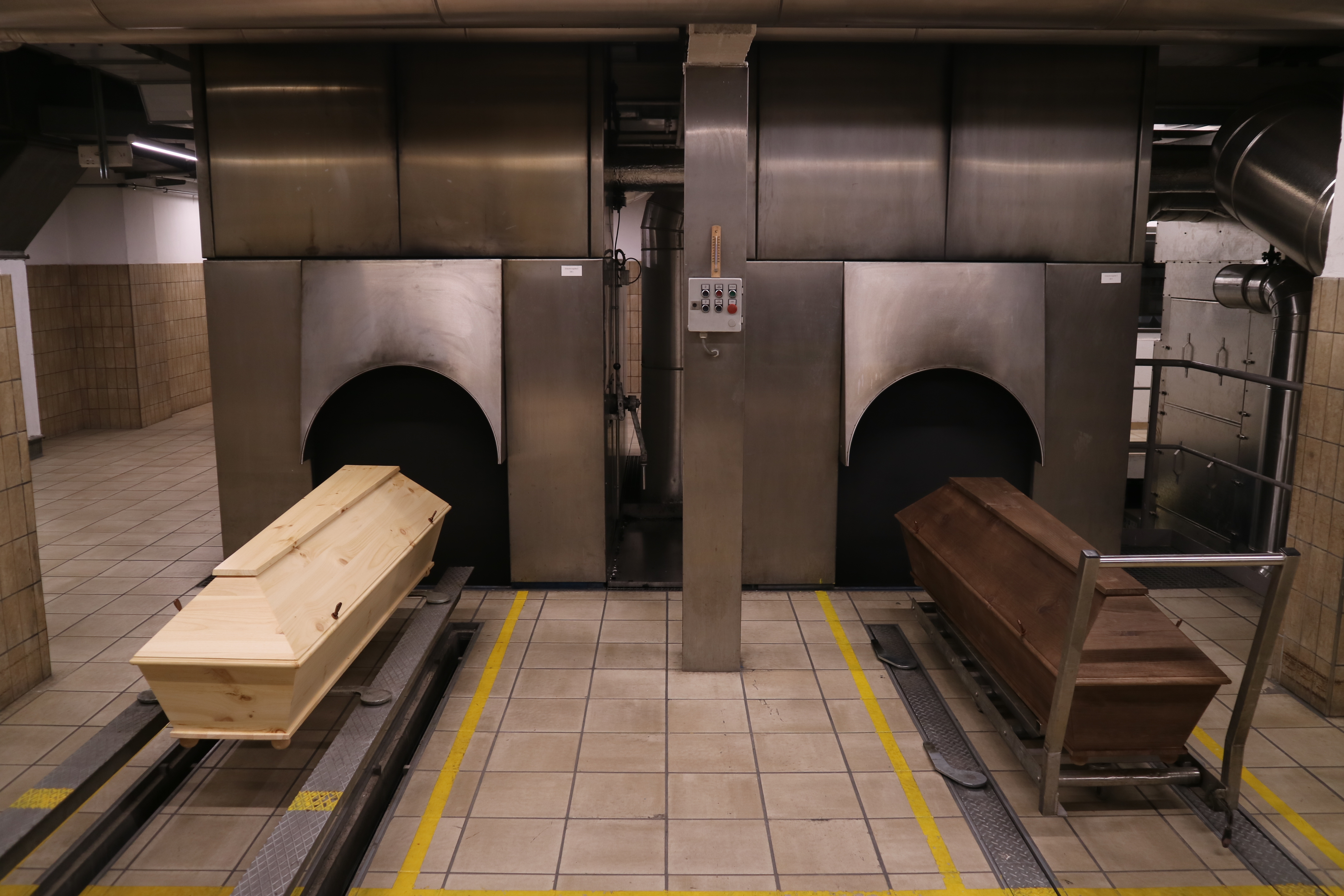
Elektrische Kramatoriumsöfen

Im Untergeschoß des Gebäudes, direkt unter der Eingangshalle, befinden sich die drei Krematoriumsöfen. Derzeit (Stand 2017) werden mit zwei elektrischen und einem durch Erdgas beheizten Ofen jährlich mehr als 6500 Kremationen durchgeführt.
Die Anlage ist nach EN ISO 14001:2004 zertifiziert und wird regelmäßig vom TÜV Österreich geprüft. Eine moderne Filteranlage entfernt giftige Stoffe und Feinstaub aus den Verbrennungsabgasen.

## Grabstätten bedeutender Persönlichkeiten

### Ehrenhalber gewidmete Gräber

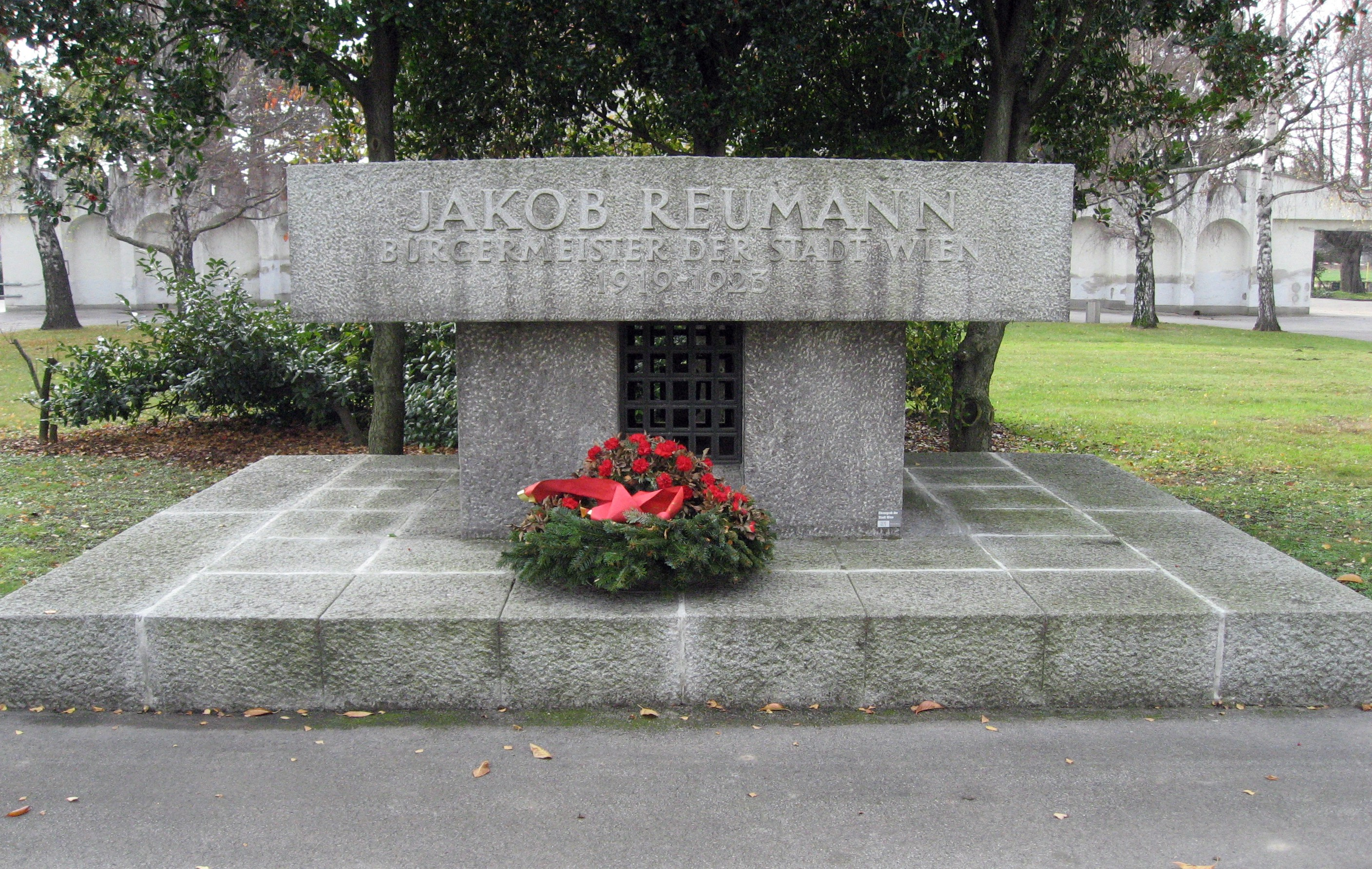
Urnengrab von Jakob Reumann, der sich für die Errichtung des Krematoriums einsetzte

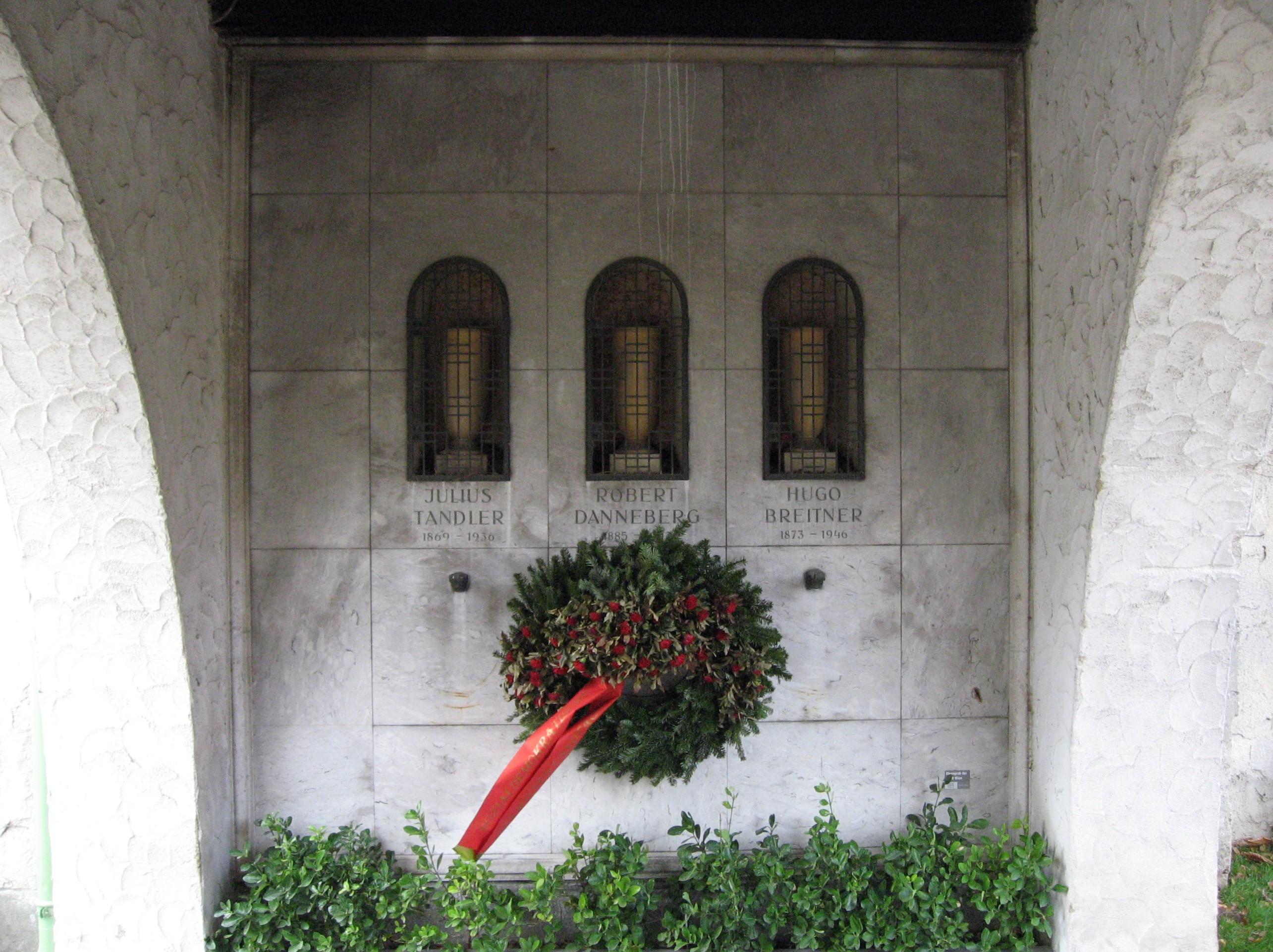
Urnennischen von Julius Tandler, Robert Danneberg und Hugo Breitner im Arkadenhof

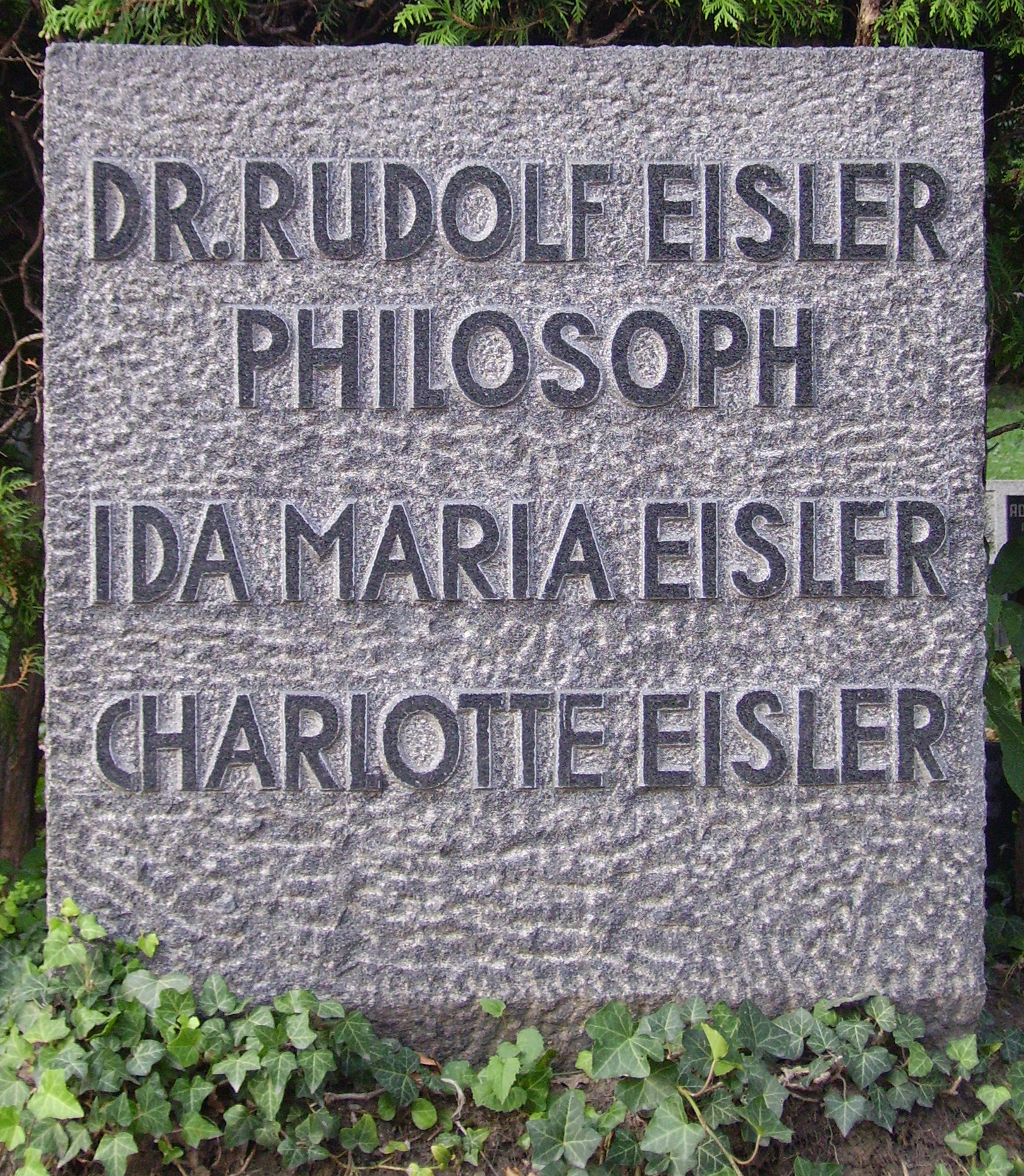
Grab Rudolf Eisler im Urnenhain

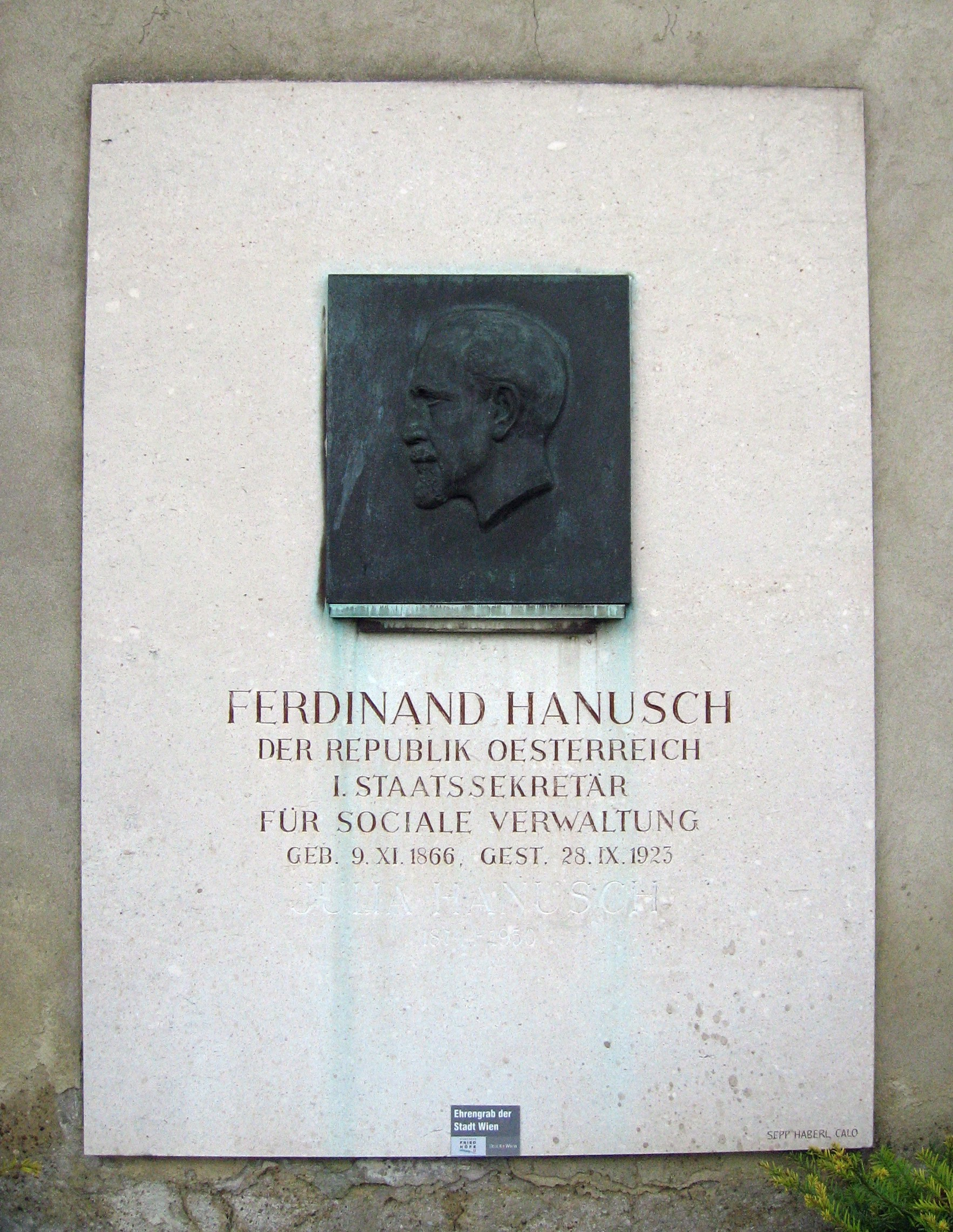
Grab Ferdinand Hanusch im Urnenhain

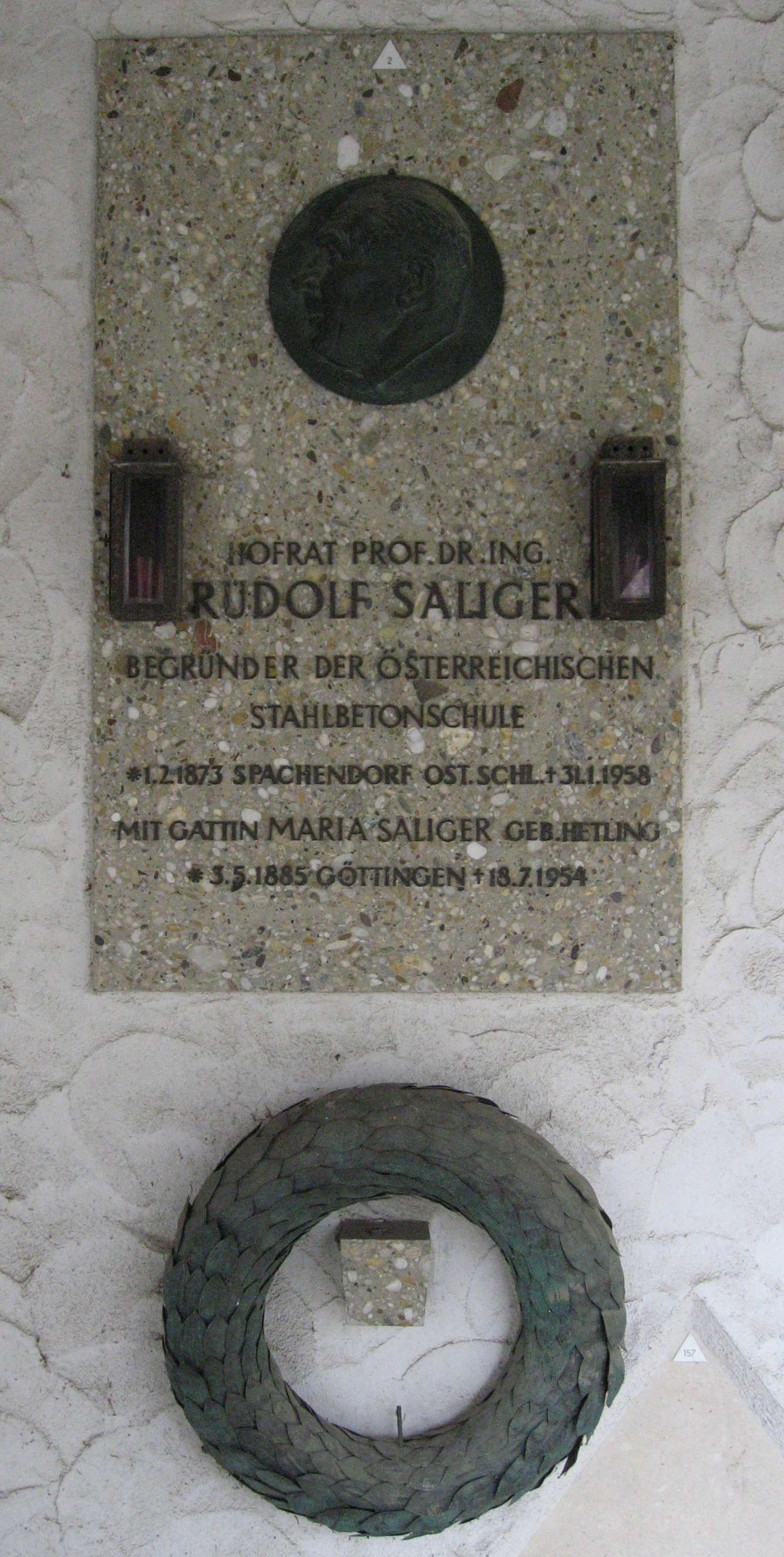
Grab Rudolf Saliger im Arkadenhof (Entwurf Viktor Hammer)

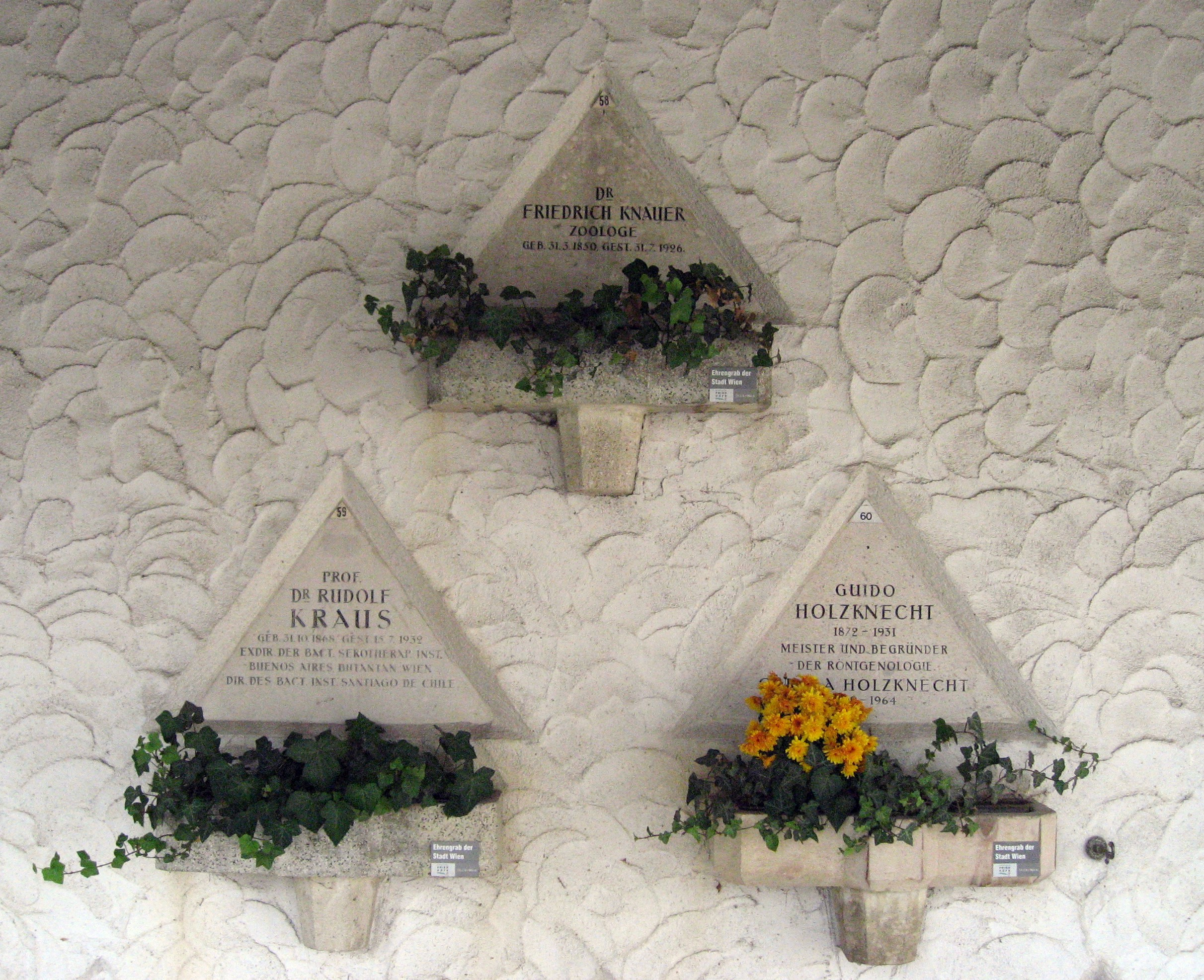
Gräber von Guido Holzknecht, Rudolf Kraus und Friedrich Knauer im Arkadenhof

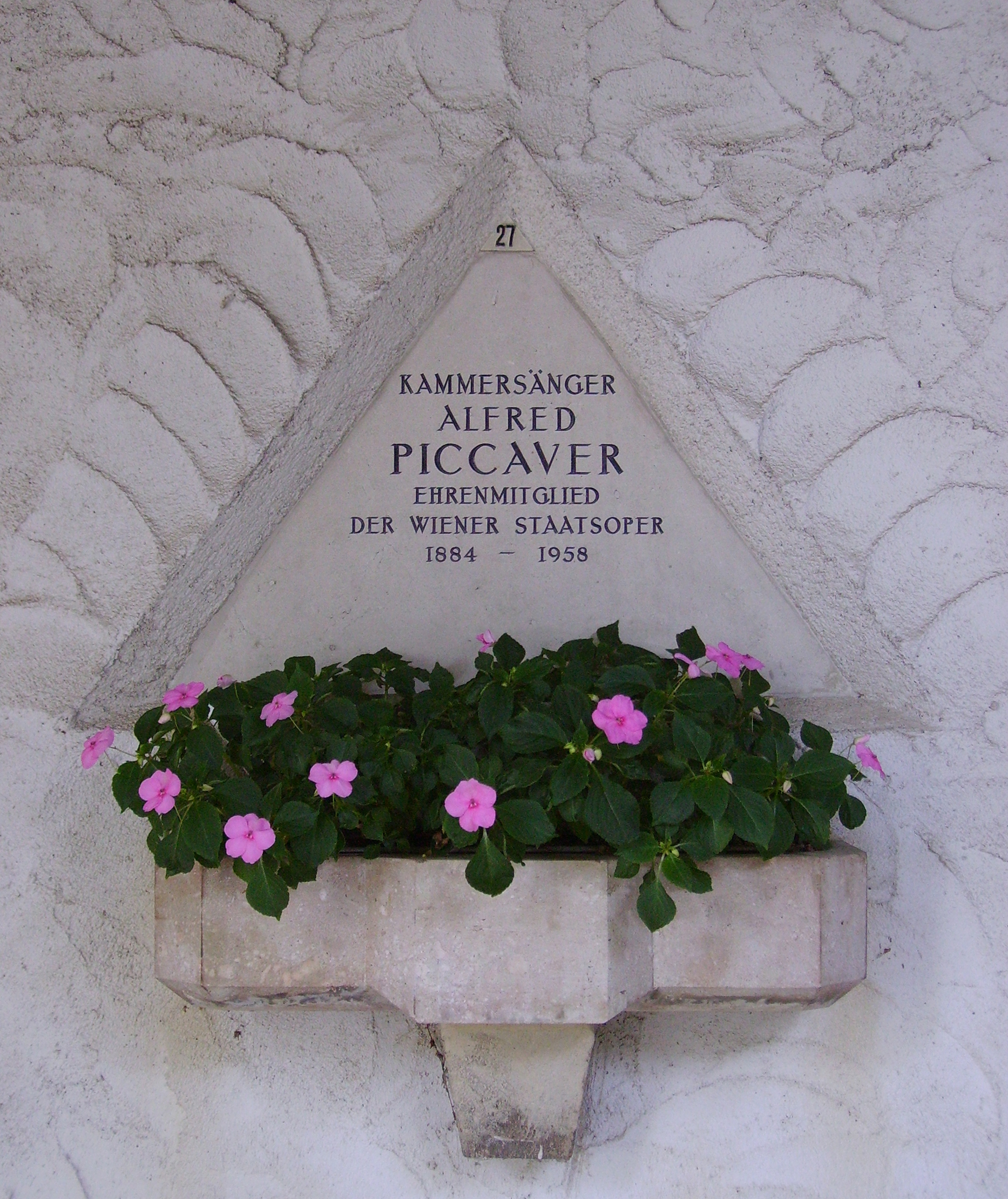
Grab Alfred Piccaver im Arkadenhof

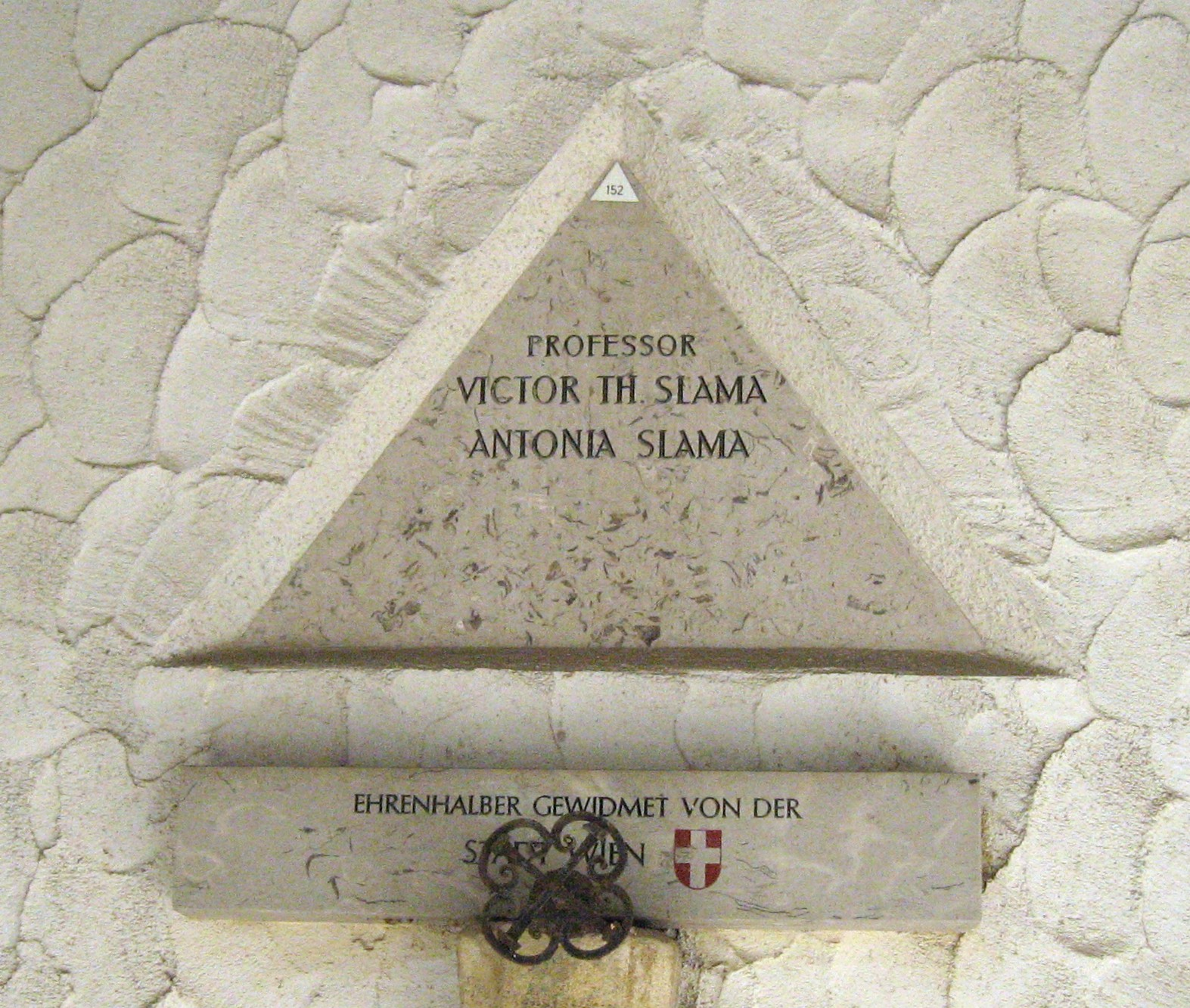
Grab Victor Theodor Slama im Arkadenhof

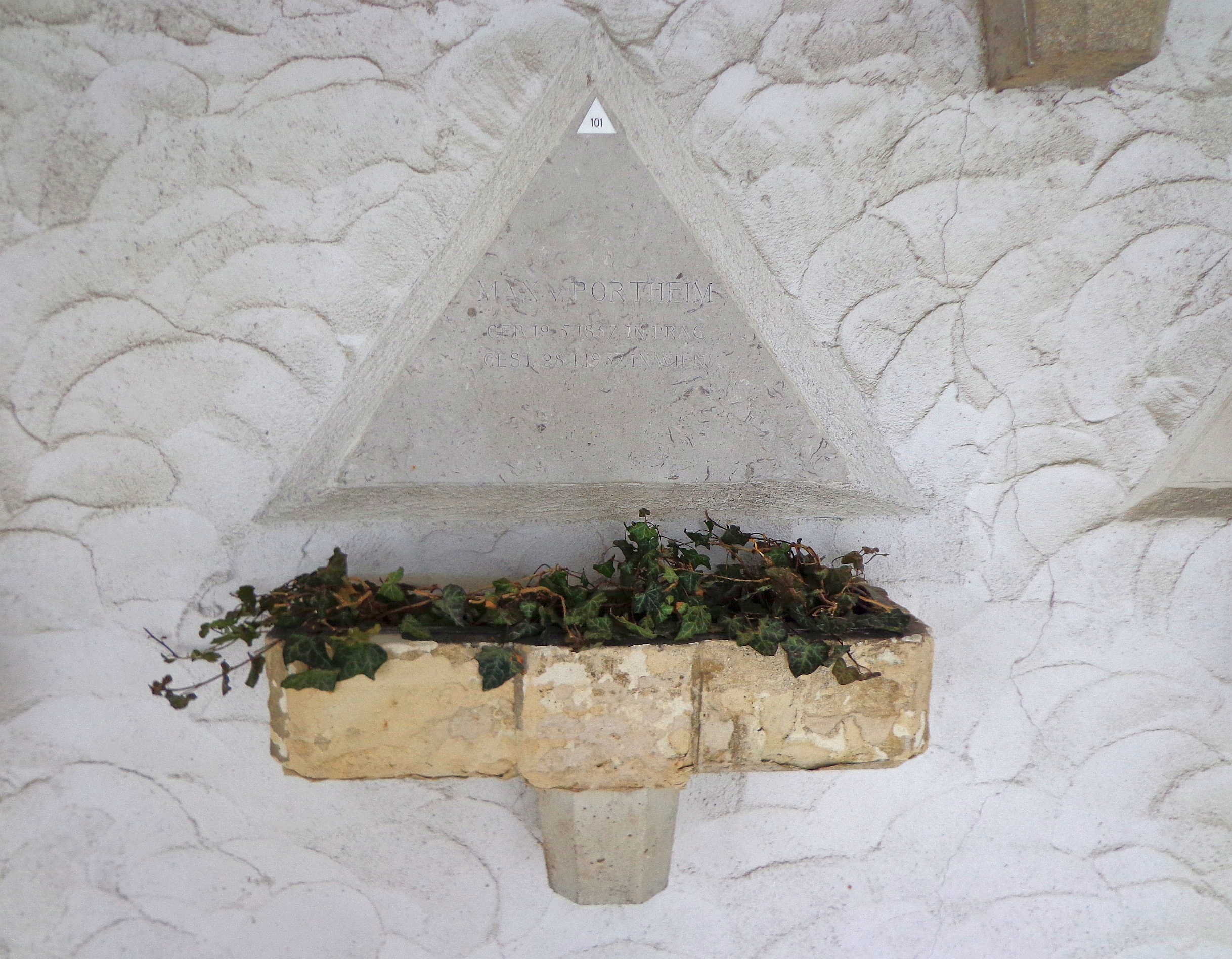
Grab Max von Portheim im Arkadenhof

Der Friedhof der Feuerhalle Simmering weist 79 ehrenhalber gewidmete bzw. ehrenhalber in Obhut genommene Grabstellen auf. Viele davon befinden sich in den Wandnischen in den Arkadengängen. Die Urne von Helene Thimig-Reinhardt wurde 2015 aus ihrer ehrenhalber gewidmeten Urnennische im Arkadenhof in ein ehrenhalber gewidmetes Grab auf dem Neustifter Friedhof umgebettet.
| Name                      | Lebensdaten | Tätigkeit |
| ------------------------- | ----------- | --- |
| Friedrich Achleitner      | 1930–2019   | Architekt, Schriftsteller |
| H. C. Artmann             | 1921–2000   | Schriftsteller |
| Friedrich Austerlitz      | 1862–1931   | Journalist und Politiker |
| Wilhelm Börner            | 1882–1951   | Philosoph und Schriftsteller                                                                                                   |
| Max Brand                 | 1896–1980   | Komponist, Pionier der elektronischen Musik                                                                                    |
| Hugo Breitner             | 1873–1946   | Politiker |
| Robert Danneberg          | 1885–1942   | Jurist und Politiker (leere Urne, da im KZ Auschwitz ermordet)                                                                 |
| Leopoldine Deutsch-Renner | 1891–1977   | Tochter von Karl Renner |
| Annie Dirkens             | 1869–1942   | Schauspielerin |
| Helmut Eisendle           | 1939–2003   | Psychologe und Schriftsteller                                                                                                  |
| Rudolf Eisler             | 1873–1926   | Philosoph und Schriftsteller                                                                                                   |
| Rudolf Ekstein            | 1912–2005   | Psychoanalytiker |
| Matthias Eldersch         | 1869–1931   | Politiker |
| Wilhelm Ellenbogen        | 1863–1951   | Arzt und Politiker |
| Max Ermers                | 1881–1950   | Kunsthistoriker |
| Roman Felleis             | 1903–1944   | Politiker |
| Alfred Hermann Fried      | 1864–1921   | Schriftsteller und Nobelpreisträger                                                                                            |
| Carl Furtmüller           | 1880–1951   | Pädagoge und Psychologe |
| Josef Gielen              | 1890–1968   | Schauspieler, Regisseur und Direktor des Wiener Burgtheaters                                                                   |
| Rudolf Goldscheid         | 1870–1931   | Soziologe |
| Joseph Gregor             | 1888–1960   | Schriftsteller und Direktor der österreichischen Nationalbibliothek                                                            |
| Heinrich Grün             | 1873–1924   | Arzt und Politiker |
| Jacques Hannak            | 1892–1973   | Schriftsteller und Journalist                                                                                                  |
| Ferdinand Hanusch         | 1866–1923   | Politiker |
| Irene Harand              | 1900–1975   | Schriftstellerin und politische Aktivistin                                                                                     |
| Florian Hedorfer          | 1865–1948   | Politiker |
| Josef Hindels             | 1916–1990   | Politiker und Gewerkschafter                                                                                                   |
| Guido Holzknecht          | 1872–1931   | Arzt und Pionier der Radiologie                                                                                                |
| Viktor Hufnagl            | 1922–2007   | Architekt |
| Ferdinand Käs             | 1914–1988   | Widerstandskämpfer und Beamter                                                                                                 |
| Benedikt Kautsky          | 1894–1960   | Ökonom, Schriftsteller und Politiker                                                                                           |
| Stella Klein-Löw          | 1904–1986   | Politikerin |
| Friedrich Knauer          | 1850–1926   | Zoologe und Schriftsteller |
| Quirin Kokrda             | 1873–1937   | Politiker |
| Rudolf Kraus              | 1868–1932   | Bakteriologe und Immunologe |
| Ursula Kröber             | 1906–1982   | Kunstbuchbindermeisterin |
| Ernst Lachs               | 1904–1980   | Jurist und Kontrollamtsdirektor                                                                                                |
| Minna Lachs               | 1907–1993   | Germanistin, Pädagogin und Schriftstellerin                                                                                    |
| Leopold Langhammer        | 1891–1975   | Volksbildner |
| Käthe Leichter            | 1895–1942   | Gewerkschafterin und Schriftstellerin (leere Urne, da als Häftling des KZ Ravensbrück in der Tötungsanstalt Bernburg ermordet) |
| Karl Leuthner             | 1869–1944   | Politiker |
| Eduard Loibner            | 1888–1963   | Schauspieler |
| Karl Mantler              | 1890–1965   | Gewerkschafter, Präsident der Arbeiterkammer                                                                                   |
| Franz Maier               | 1851–1928   | Volkssänger |
| Franz Mejzr               | 1868–1929   | Gründer des Arbeiter-Sängerbundes Stahlklang                                                                                   |
| Jacob Levy Moreno         | 1889–1974   | Psychiater, gilt als Begründer des Psychodramas und der Soziometrie                                                            |
| Hermann Mucke             | 1935–2019   | Astronom |
| Julius Müller             | 1875–1933   | Gemeinderat, Generaldirektor der Wiener Messe                                                                                  |
| Karl Münichreiter         | 1891–1934   | Opfer des Februaraufstandes 1934                                                                                               |
| Franz Nagy                | 1901–1934   | Opfer des Februaraufstandes 1934                                                                                               |
| Frieda Nödl               | 1898–1979   | Politikerin, Widerstandskämpferin                                                                                              |
| Alfred Piccaver           | 1884–1958   | Opernsänger |
| Karl Pick                 | 1867–1938   | Gewerkschafter und Politiker                                                                                                   |
| Oscar Pollak              | 1893–1963   | Journalist, Chefredakteur der Arbeiter-Zeitung                                                                                 |
| Max von Portheim          | 1857–1937   | Privatgelehrter und Sammler |
| Rudolf Prikryl            | 1896–1965   | Im April 1945 provisorisch eingesetzter Drei-Tage-Bürgermeister von Wien                                                       |
| Gabriele Proft            | 1879–1971   | Politikerin |
| Emil Reich                | 1864–1940   | Philosoph, Autor und Literaturwissenschaftler                                                                                  |
| Jakob Reumann             | 1853–1925   | Bürgermeister von Wien |
| Hermann Röbbeling         | 1875–1949   | Theaterintendant, Direktor des Wiener Burgtheaters                                                                             |
| Alexander Roda Roda       | 1872–1945   | Schriftsteller und Publizist                                                                                                   |
| Kurt Roger                | 1895–1966   | Komponist und Musikschriftsteller                                                                                              |
| Karl Roretz               | 1881–1967   | Philosoph |
| George Saiko              | 1892–1962   | Schriftsteller |
| Rudolf Saliger            | 1873–1958   | Techniker, Professor an der TH Wien                                                                                            |
| Georg Scheuer             | 1915–1996   | Journalist und Publizist |
| Georg Schmiedl            | 1855–1929   | Lehrer und Initiator zur Gründung des Vereins Naturfreunde                                                                     |
| Franz Schulz              | 1891–1956   | Politiker |
| Victor Theodor Slama      | 1890–1973   | Maler und Graphiker |
| Leopold Ludwig Stärk      | 1874–1930   | Regisseur, Präsident des österreichischen Bühnenvereins                                                                        |
| Teresa Stich-Randall      | 1927–2007   | Sopranistin |
| Peter Strasser            | 1917–1962   | Politiker |
| Karl Streitmann           | 1858–1937   | Opernsänger |
| Julius Tandler            | 1869–1936   | Politiker |
| Max Tober                 | 1884–1950   | Kommunalpolitiker |
| Anton Weber               | 1878–1950   | Politiker |
| Erwin Weiss               | 1912–2004   | Komponist und Musikpädagoge |
| Laurenz Widholz           | 1861–1926   | Politiker |
| Oswald Wiener             | 1935–2021   | Schriftsteller, Kybernetiker                                                                                                   |
| Moriz Zalman              | 1882–1940   | Jurist und politischer Aktivist                                                                                                |

### Gräber weiterer Persönlichkeiten

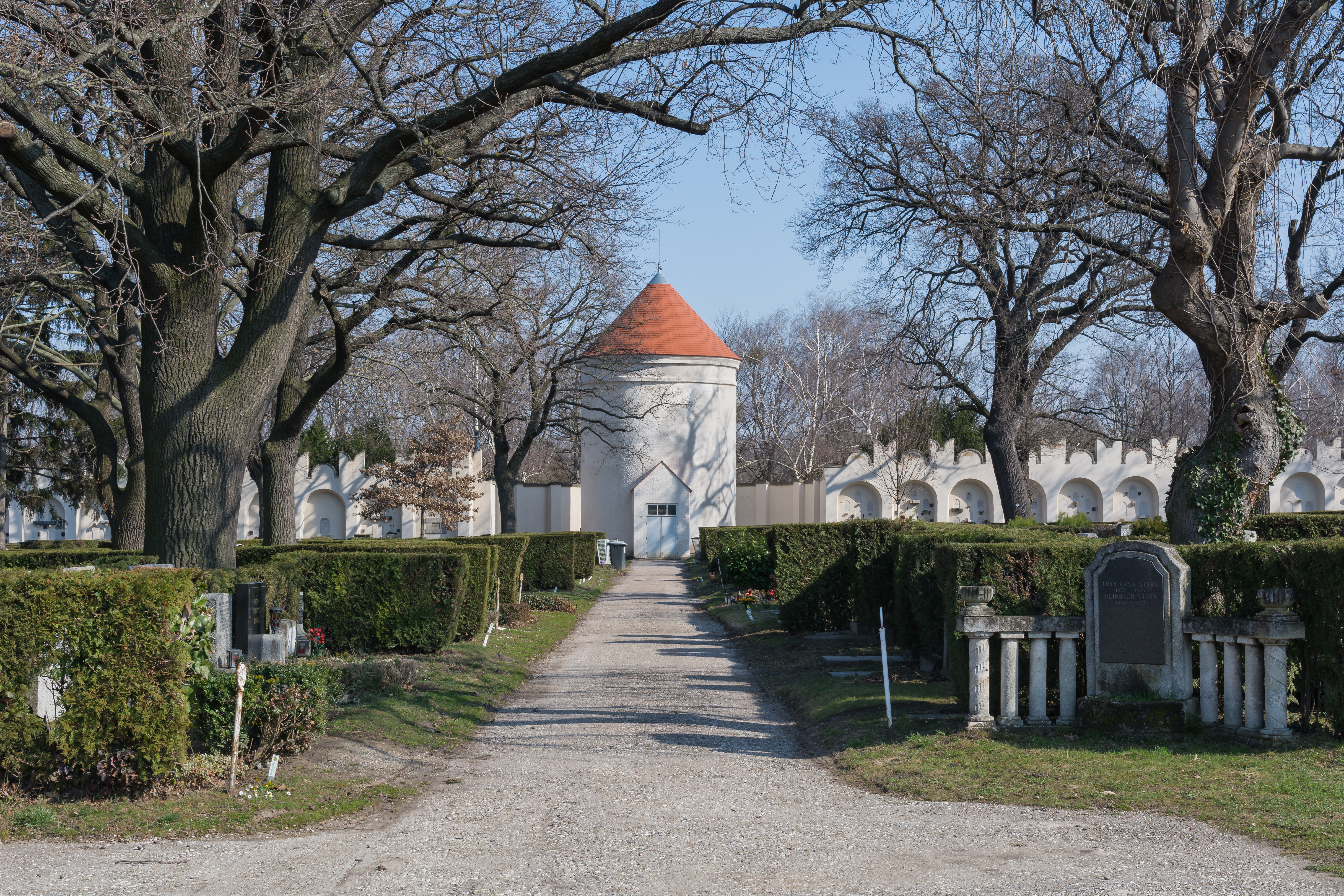
Urnenhain, Turm in Abteilung I

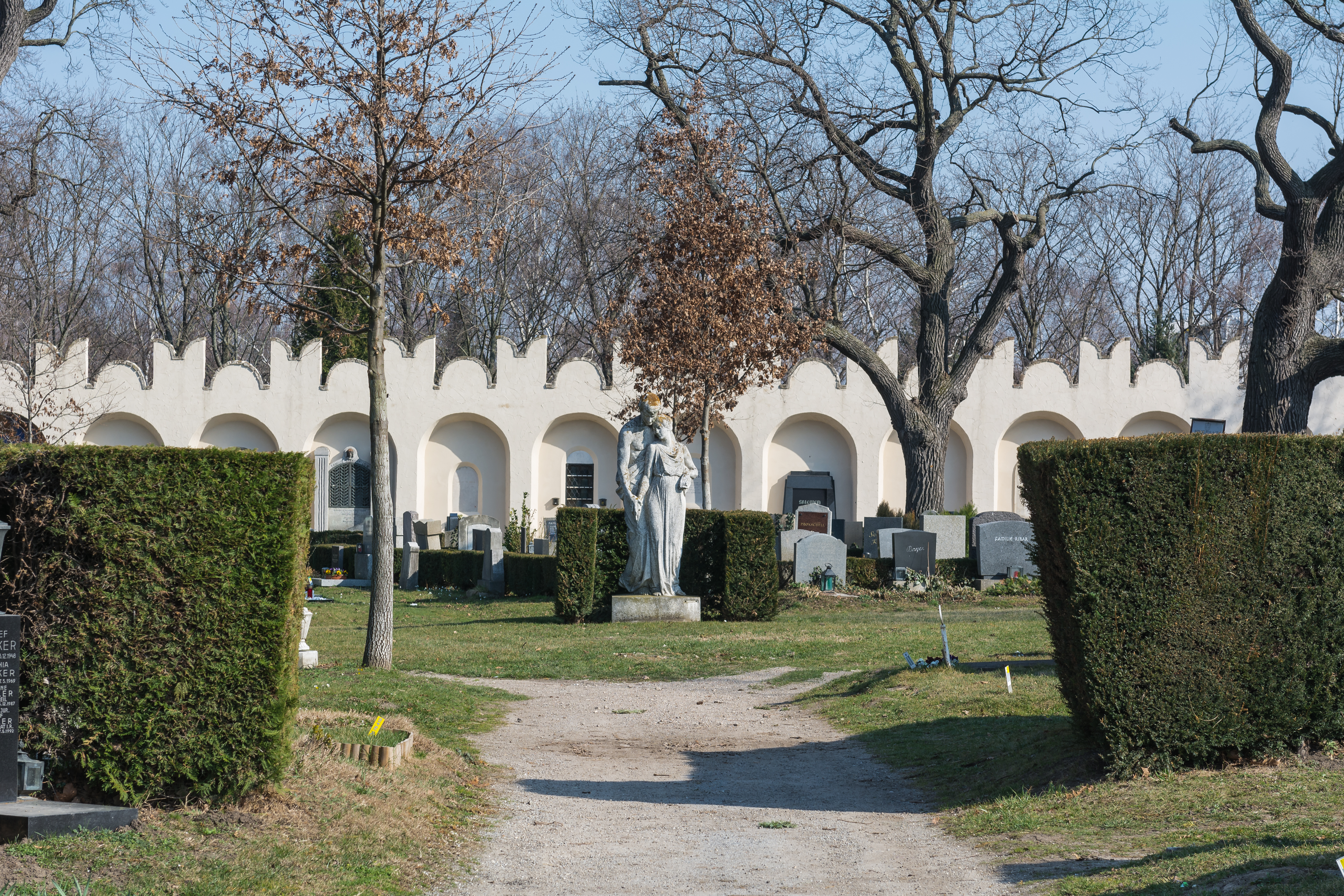
Urnenhain, Umfassungsmauer in Abteilung I

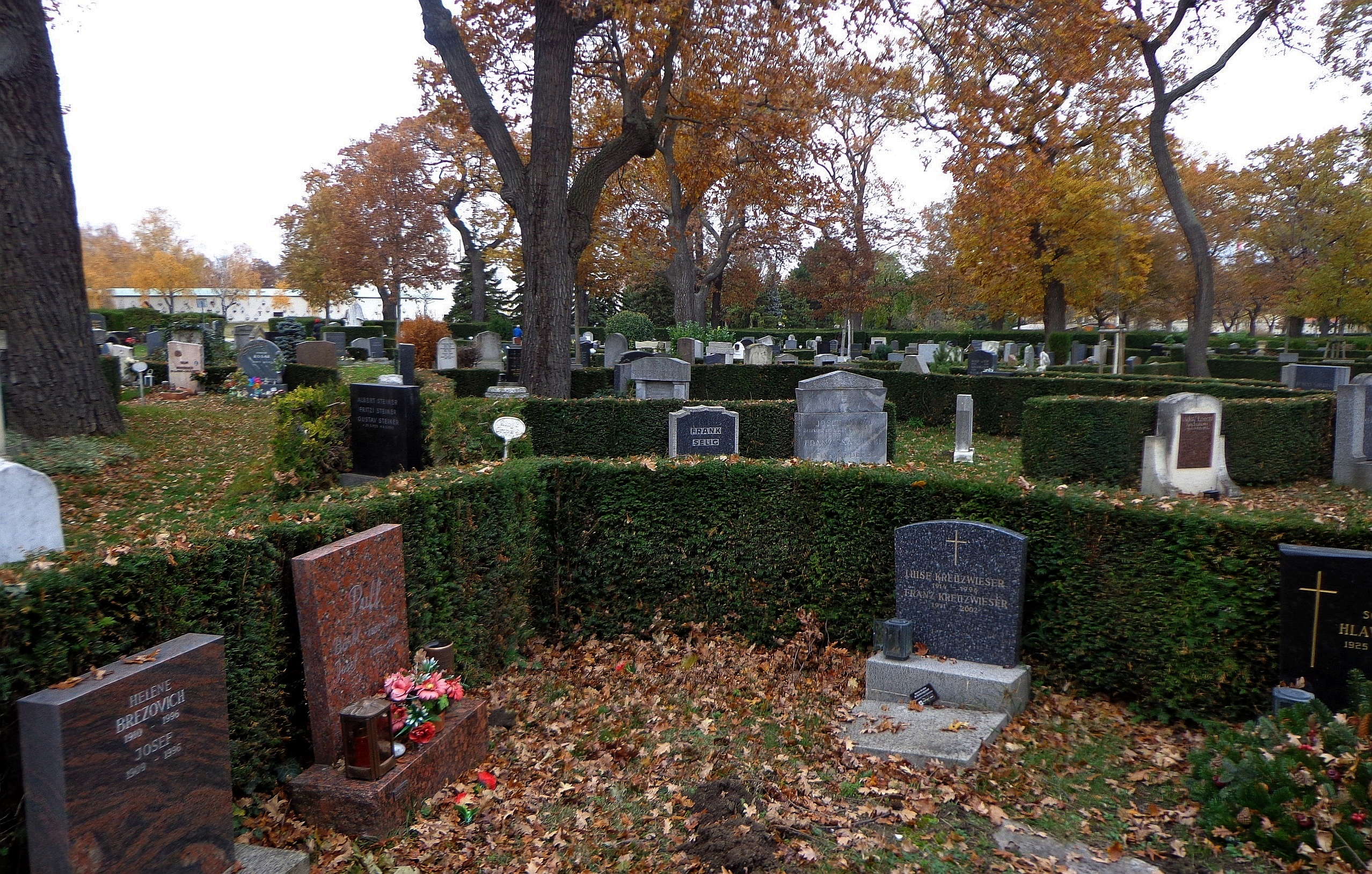
Urnenhain, Erdgräber

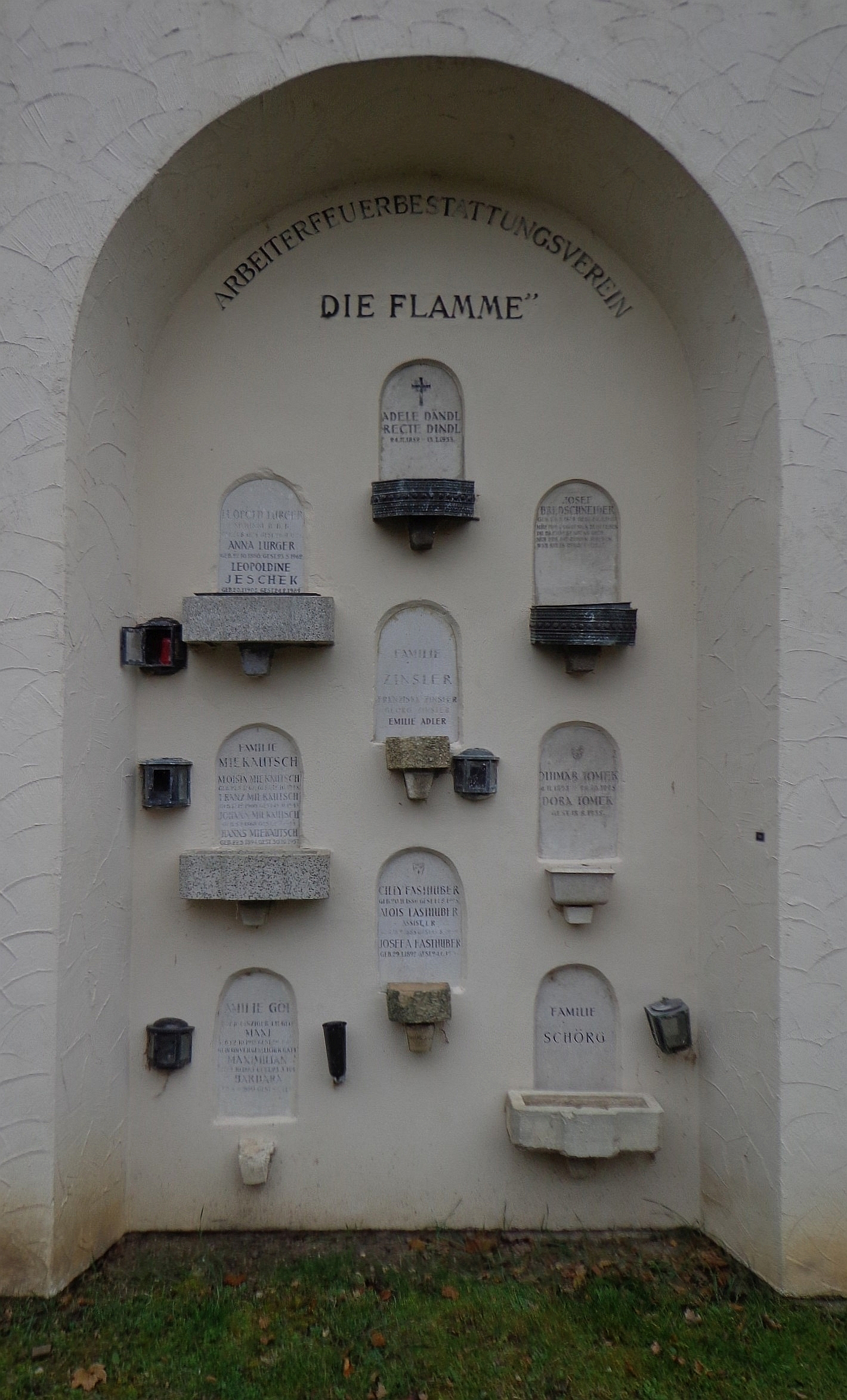
Grabnischen des Arbeiter-Feuerbestattungsvereines „Die Flamme“ im Urnenhain

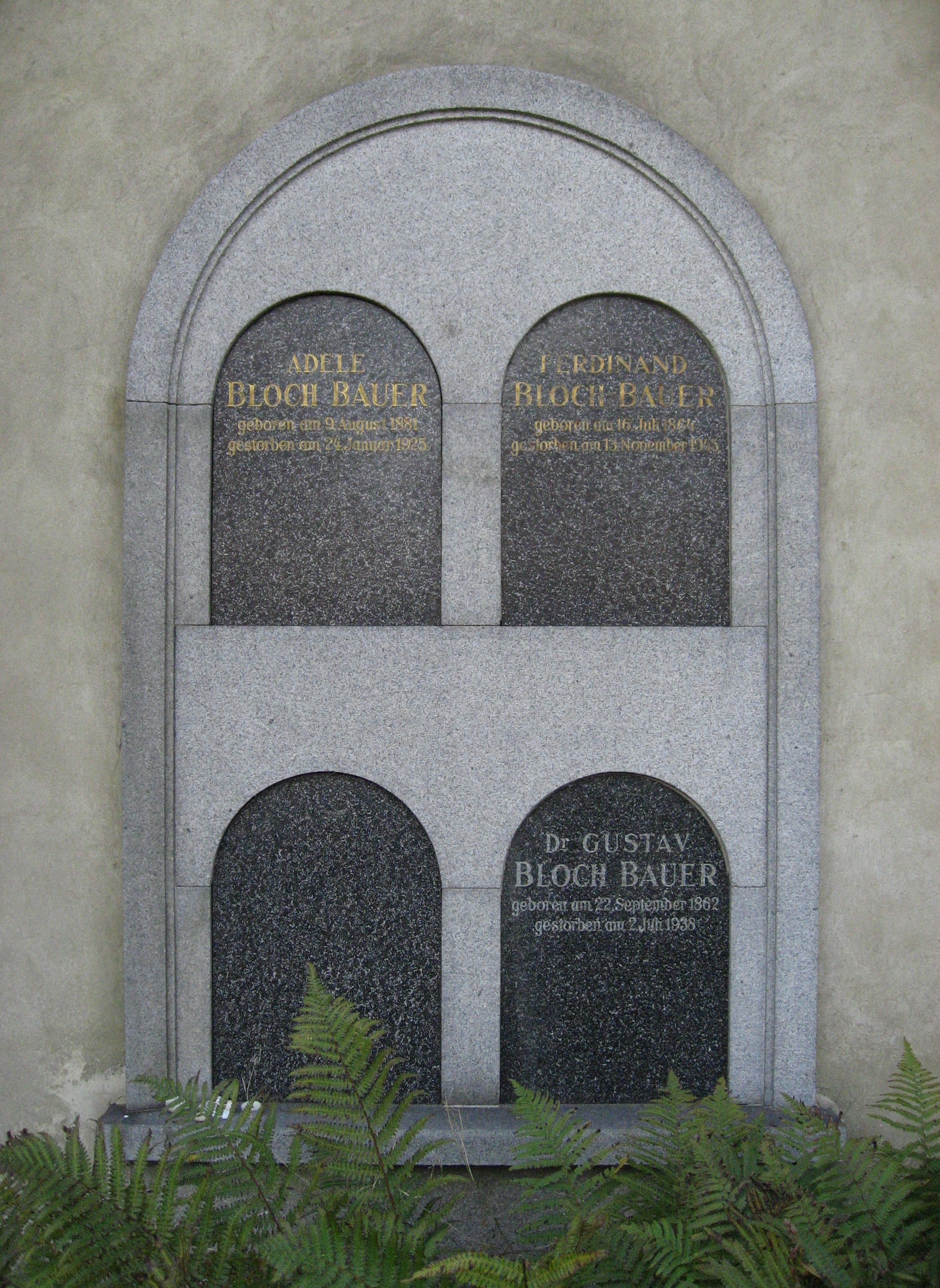
Grabnischen von Adele und Ferdinand Bloch-Bauer im Urnenhain

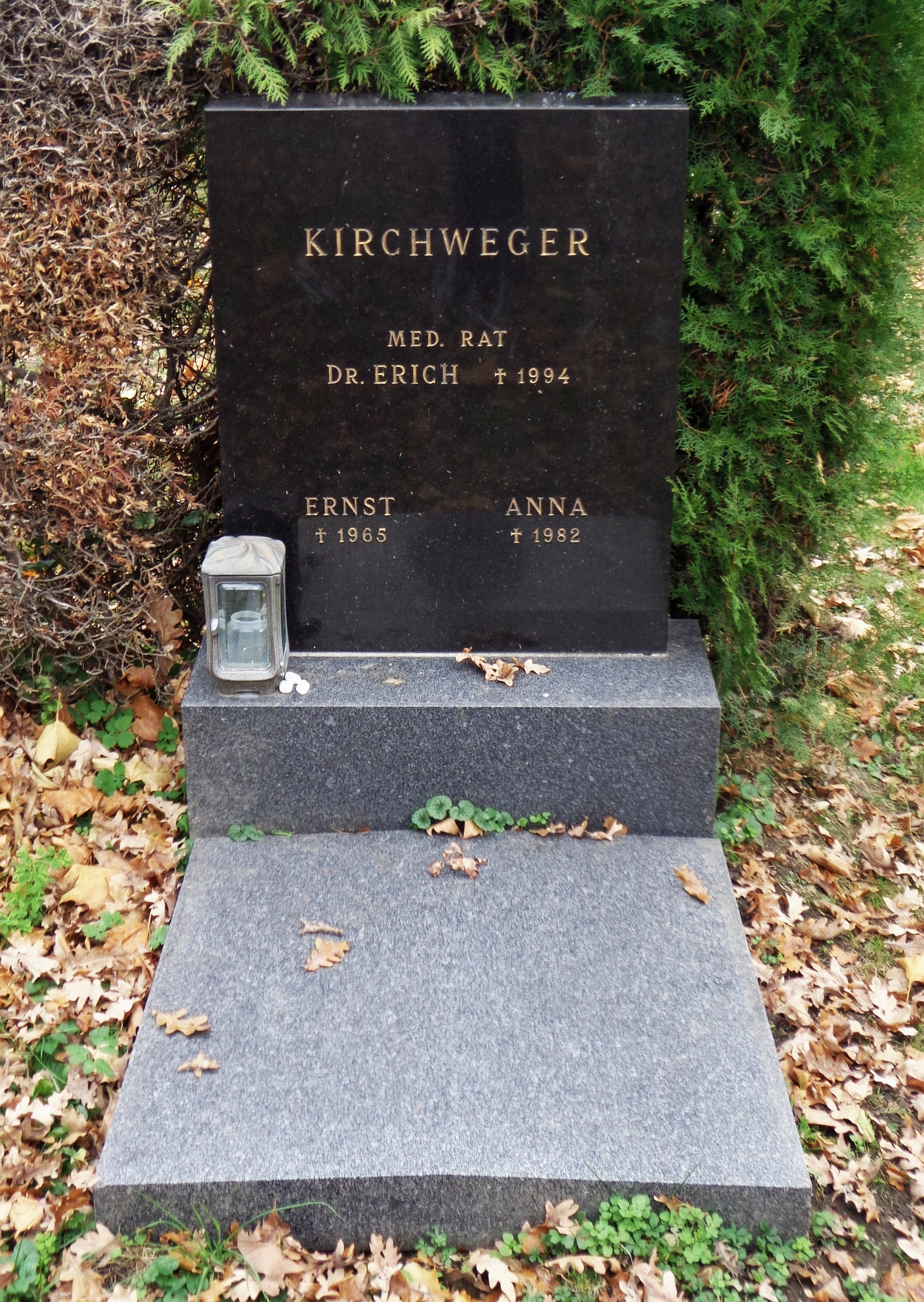
Ehemaliges Grab von Ernst Kirchweger im Urnenhain

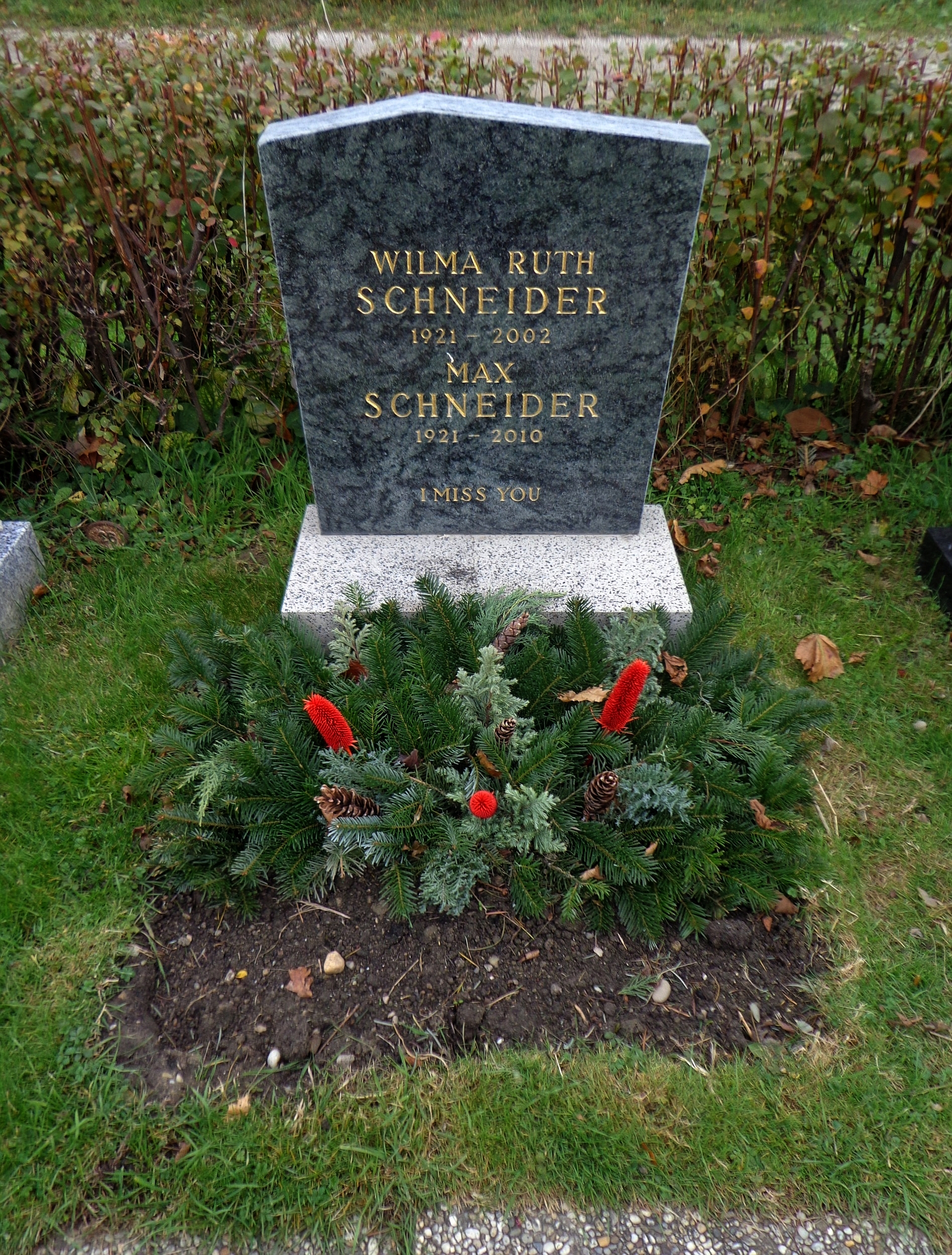
Grab von Max Schneider im Urnenhain

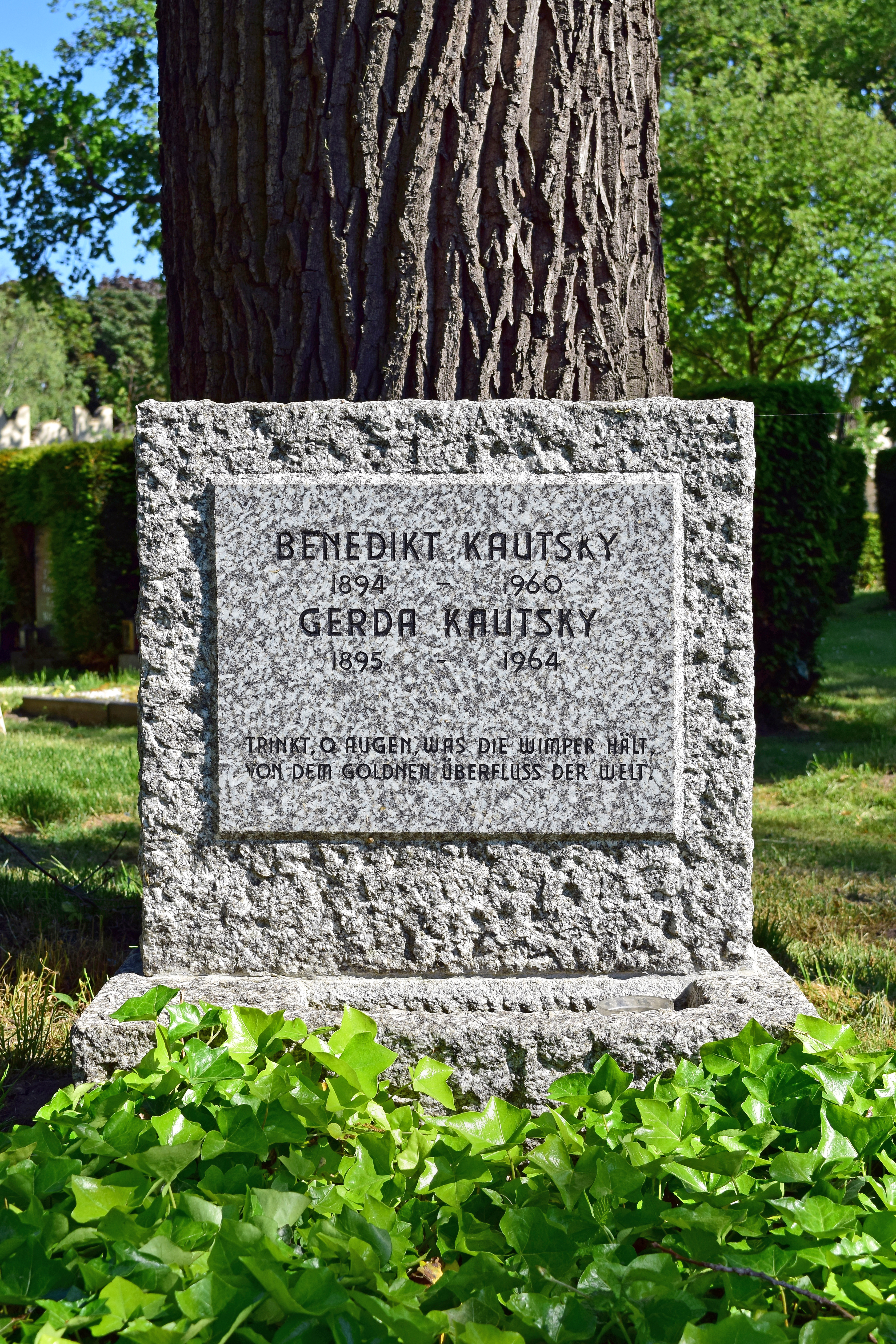
Grab von Benedikt Kautsky im Urnenhain

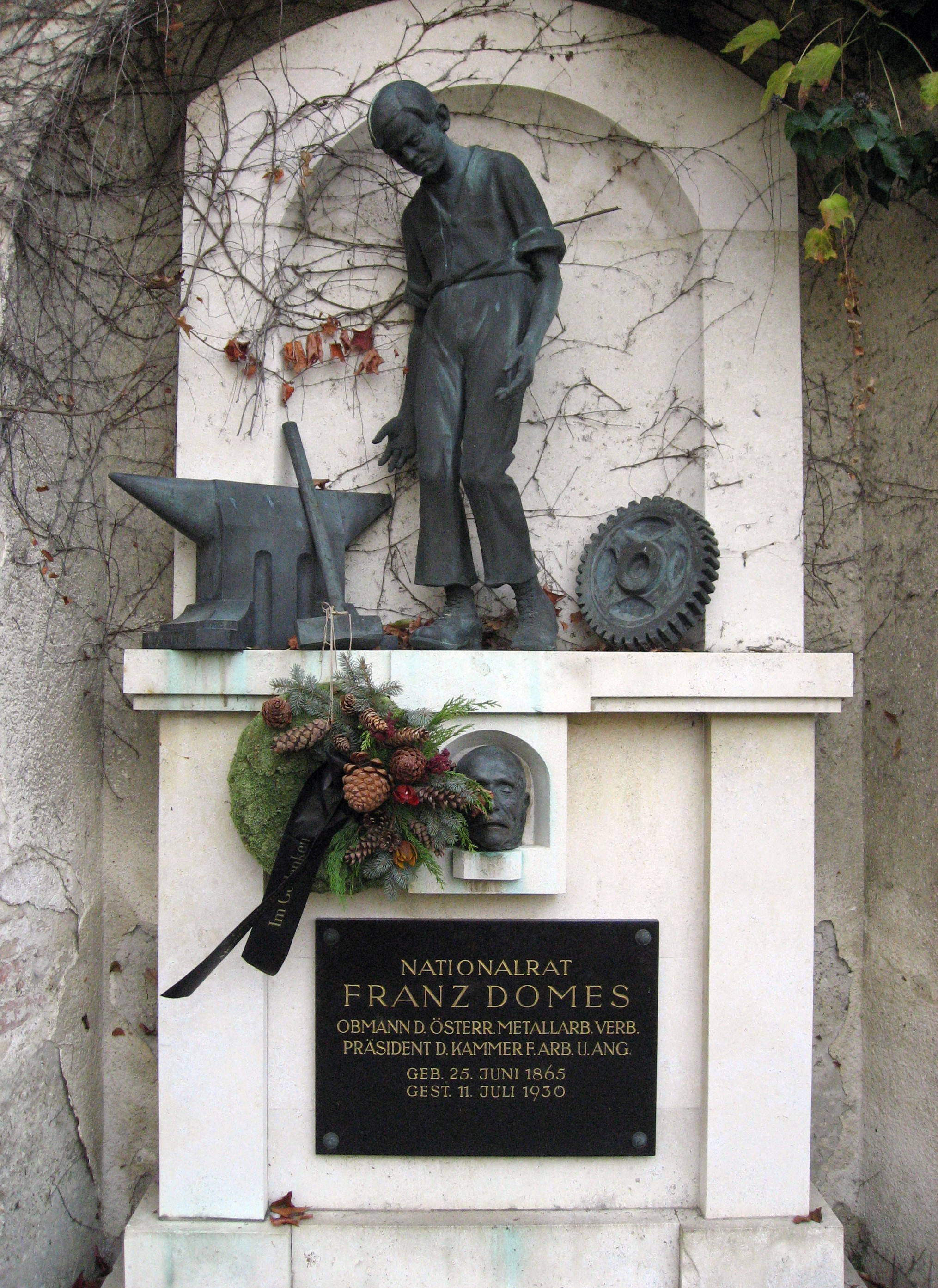
Grabnische von Franz Domes im Urnenhain

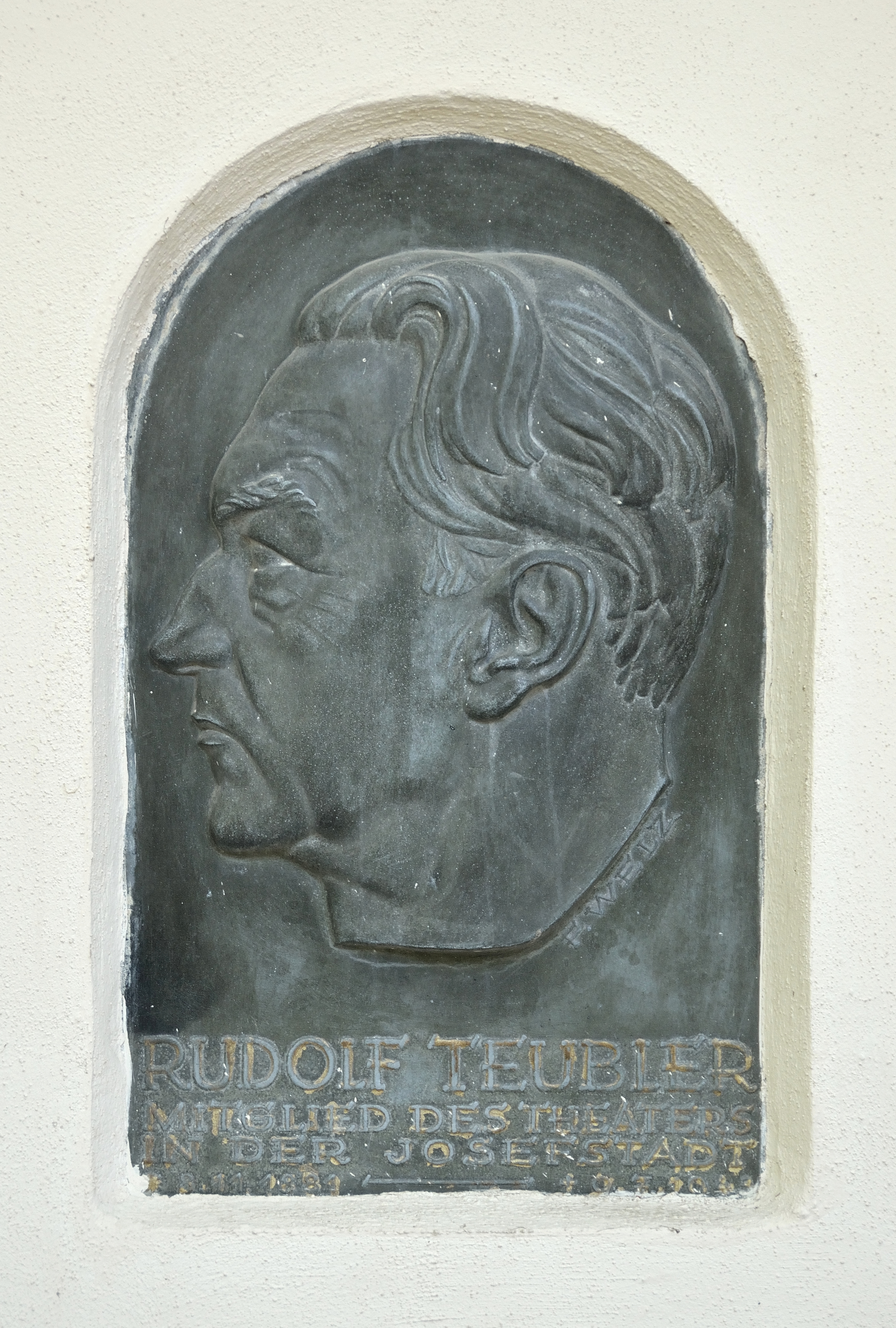
Grabnische des Schauspielers Rudolf Teubler (1881–1943) im Urnenhain, Relief von Ferdinand Welz

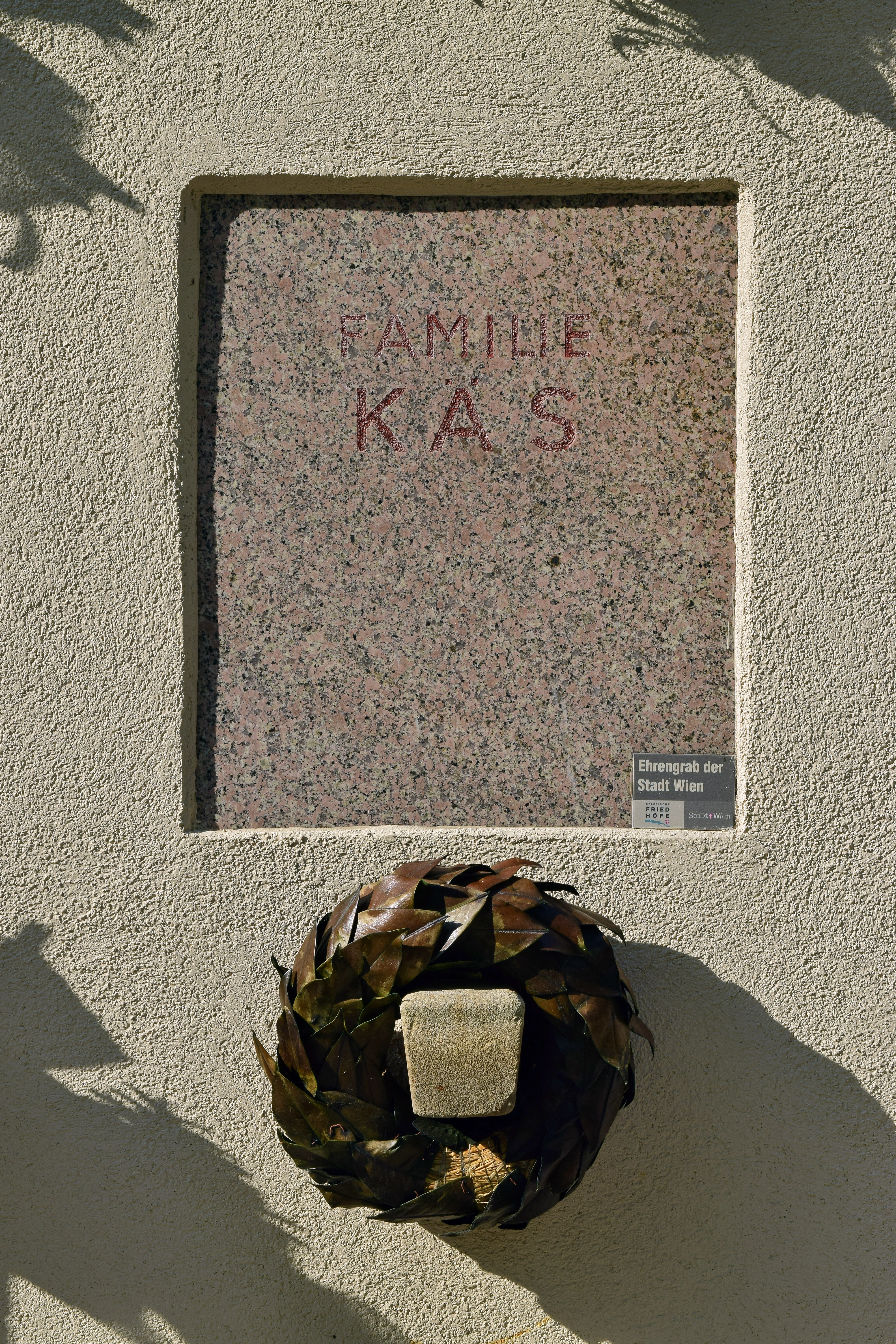
Grabnische von Ferdinand Käs im Urnenhain

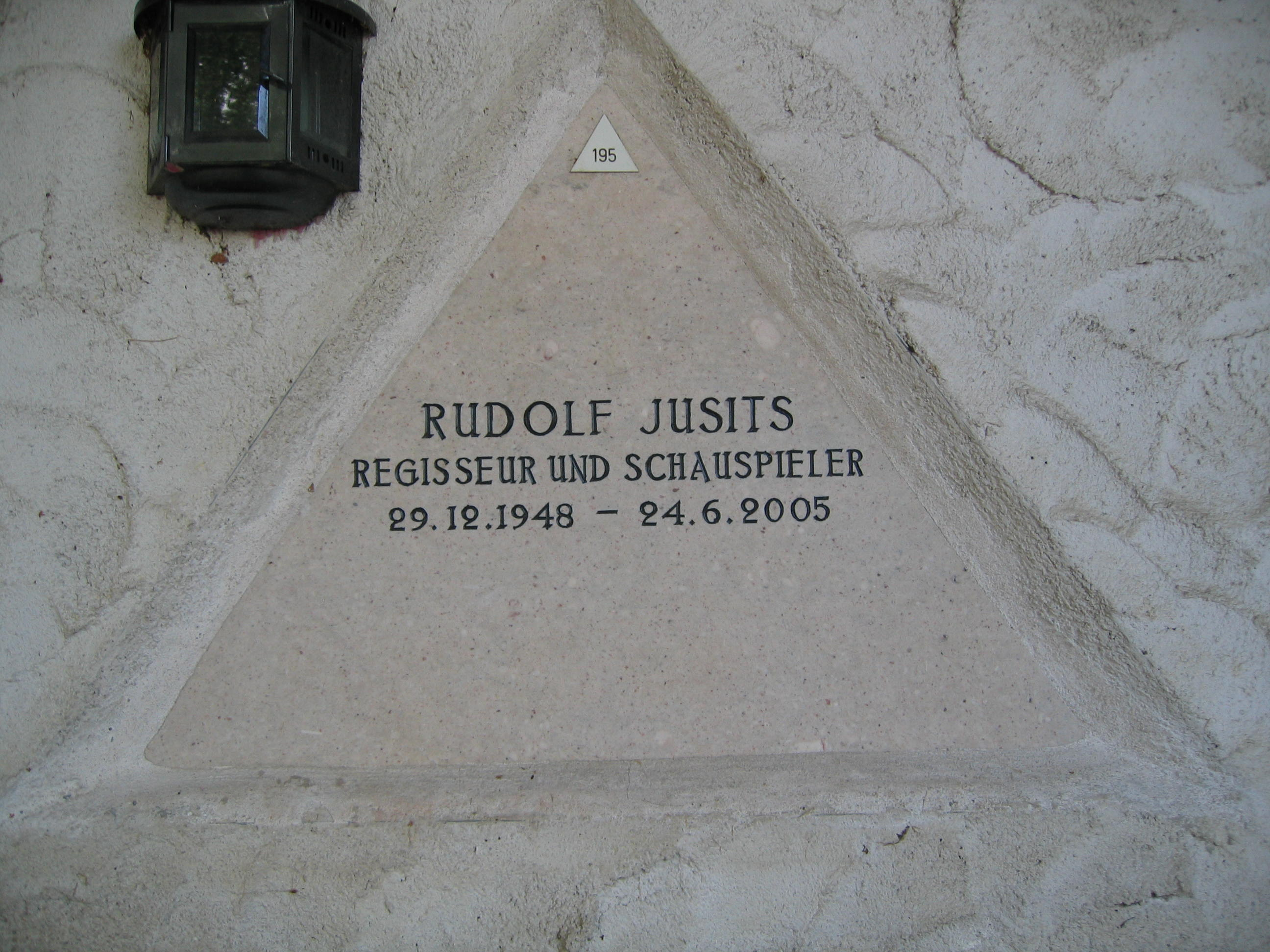
Grabnische von Rudolf Jusits im Arkadenhof

Die Urne Ernst Kirchwegers wurde 2005 auf den Hietzinger Friedhof umgebettet. Mehrere andere Gräber wurden aufgelassen (gekennzeichnet mit *). Weitere Persönlichkeiten, deren Urnen auf dem Friedhof der Feuerhalle Simmering bestattet sind:
| Name                        | Lebensdaten | Tätigkeit                                     |
| --------------------------- | ----------- | --------------------------------------------- |
| Gustav Abel *               | 1902–1963   | Filmarchitekt und Bühnenbildner               |
| Manfred Ackermann           | 1898–1991   | Politiker und Gewerkschafter                  |
| Hellmut Andics              | 1922–1998   | Journalist, Publizist, Drehbuchautor          |
| Alois Bauer                 | 1879–1969   | Politiker                                     |
| Robert Balajthy             | 1856–1924   | Schauspieler                                  |
| Rosa Barach *               | 1840–1913   | Erzieherin und Schriftstellerin               |
| Karl Bednarik               | 1915–2001   | Maler und Schriftsteller                      |
| Harald Benesch              | 1921–1994   | Filmregisseur und Schauspieler                |
| Hugo Bettauer               | 1872–1925   | Schriftsteller und Journalist                 |
| Turhan Bey                  | 1922–2012   | Schauspieler                                  |
| Erni Bieler                 | 1925–2002   | Schlagersängerin                              |
| Otto Binder                 | 1910–2005   | Manager                                       |
| William Blankenship         | 1928–2017   | Opernsänger                                   |
| Leopoldine Blasel *         | 1858–1926   | Opernsängerin und Schauspielerin              |
| Elfriede Blauensteiner *    | 1931–2003   | Serienmörderin                                |
| Adele Bloch-Bauer           | 1881–1925   | Unternehmergattin, porträtiert von Klimt      |
| Ferdinand Bloch-Bauer       | 1864–1945   | Unternehmer und Kunstliebhaber                |
| Josef Bombek                | 1882–1923   | Politiker und Gewerkschafter                  |
| Anton Brenner               | 1896–1957   | Architekt                                     |
| Ludwig August Bretschneider | 1860–1929   | Politiker                                     |
| Ilse Buck                   | 1923–2012   | Gymnastiklehrerin und Radiomoderatorin        |
| Karl Cart                   | 1906–1988   | Fußball-Nationalspieler                       |
| Martin Costa                | 1895–1974   | Schauspieler und Schriftsteller               |
| Rudolf Dechant              | 1897–1955   | Direktor der Zentralsparkasse                 |
| Franz Domes                 | 1863–1930   | Politiker                                     |
| Emma Eckstein *             | 1865–1924   | Publizistin                                   |
| Emanuel Karl Ehrlich        | 1878–1959   | Architekt                                     |
| Robert Eigenberger *        | 1890–1979   | Kunsthistoriker                               |
| Gretl Elb                   | 1917–2006   | Schauspielerin                                |
| Anton Endstorfer *          | 1880–1961   | Bildhauer und Medailleur                      |
| Melanie Ernst-Grünberg      | 1893–1949   | Widerstandskämpferin                          |
| Hedy Fassler                | 1921–2012   | Operettensängerin und Schauspielerin          |
| Viktor Farkas               | 1945–2011   | Autor                                         |
| Anny Felbermayer            | 1924–2014   | Opernsängerin                                 |
| Eugen Felgel *              | 1877–1943   | Architekt                                     |
| Gottlieb Fiala              | 1891–1970   | Politiker und Gewerkschafter                  |
| Frank Filip                 | 1903–1964   | Komponist und Schriftsteller                  |
| Richard Flatter             | 1891–1960   | Jurist und Schriftsteller                     |
| Edgar Froese                | 1944–2015   | Komponist und Musiker                         |
| Eckart Früh                 | 1942–2014   | Literaturhistoriker und Archivar              |
| Emil Fucik                  | 1912–1989   | Politiker                                     |
| Josef Gerl                  | 1912–1934   | Sozialist                                     |
| Adolf Ginzel                | 1855–1925   | Architekt                                     |
| Josef Göbl                  | 1905–1971   | Eishockeyspieler und -schiedsrichter          |
| August Gründig              | 1924–1929   | Direktor der Staatsdruckerei                  |
| Erich Gschöpf *             | 1874–1933   | Architekt                                     |
| Otto Günther *              | 1884–1970   | Diplomat                                      |
| Walter Haasler              | 1885–1976   | Bauingenieur                                  |
| Günter Haiden               | 1926–2004   | Politiker                                     |
| Roman Haller                | 1920–2010   | Maler und Grafiker                            |
| Hans Hautmann               | 1943–2018   | Zeithistoriker                                |
| Rudolf Hautmann             | 1907–1970   | Widerstandskämpfer                            |
| Klara Hautmann-Kiss         | 1920–2000   | Architektin, Bühnenbildnerin und Malerin      |
| August Hayek                | 1871–1928   | Arzt und Botaniker                            |
| Josef Heinzl                | 1869–1923   | Politiker und Gewerkschafter                  |
| Joe Heydecker               | 1916–1997   | Fotograf, Journalist und Autor                |
| Walther Heydendorff         | 1888–1974   | Schriftsteller                                |
| Maria Hlawka                | 1914–2005   | Politikerin                                   |
| Martha Hofrichter           | 1872–1960   | Grafikerin und Malerin                        |
| Rudolf Hönigsfeld           | 1902–1977   | Architekt                                     |
| Tiny Hollitzer-Senders      | 1874–1941   | Schauspielerin und Sängerin                   |
| Franz Honner                | 1893–1964   | Politiker                                     |
| Gustav Hügel *              | 1871–1953   | Eiskunstläufer                                |
| Daniza Ilitsch              | 1914–1965   | Opernsängerin                                 |
| Eugen Jensen                | 1871–1957   | Schauspieler                                  |
| Kurt Jeschko                | 1919–1973   | ORF-Sportjournalist und Fernsehmoderator      |
| Manfred Jochum              | 1942–2009   | ORF-Hörfunkintendant                          |
| Rudolf Jusits               | 1948–2005   | Schauspieler und Regisseur                    |
| Siegmund Kaff *             | 1864–1933   | Schriftsteller und Journalist                 |
| Anna Katschenka             | 1905–1980   | Krankenschwester Am Spiegelgrund              |
| Lynne Kieran                | 1960–2013   | Sängerin                                      |
| Karl Klemenz                | 1899–1971   | Jurist und Politiker                          |
| Hans Kloss                  | 1905–1986   | Präsident der Nationalbank                    |
| Otto Kobalek                | 1930–1995   | Wiener Original                               |
| Jula Koch                   | 1928–1990   | Jazzmusiker                                   |
| Georg Kövary                | 1922–2009   | Schriftsteller                                |
| Elsa Koditschek             | 1884–1961   | Besitzerin von Schieles Dämmernde Stadt       |
| Hilde Koplenig              | 1904–2002   | Journalistin                                  |
| Johann Koplenig             | 1891–1968   | Politiker, KPÖ-Vorsitzender                   |
| Hermann Kosel               | 1896–1983   | Maler und Grafiker                            |
| Franz Krenn                 | 1923–2000   | Politiker                                     |
| Karl Krisch                 | 1891–1959   | Politiker                                     |
| Alwine Krüger               | 1877–1970   | Hofschauspielerin                             |
| Caroline Kubin              | 1860–1945   | Malerin                                       |
| Kurt Kucera                 | 1932–2004   | Judoka                                        |
| Polly Kügler-Leistner       | 1920–2000   | Schauspielerin und Regisseurin                |
| Wilhelm Viktor Krausz       | 1878–1959   | Maler                                         |
| Alice Lach                  | 1893–1969   | Schauspielerin                                |
| Walter Robert Lach          | 1901–1971   | Kameramann und Filmproduzent                  |
| Ernst Lauda *               | 1892–1963   | Internist                                     |
| Otto Leichter               | 1897–1973   | Journalist                                    |
| Walter Leitsch              | 1926–2010   | Historiker                                    |
| Ernst Lemberger             | 1906–1974   | Rechtsanwalt                                  |
| Helene Lieser               | 1898–1962   | Staatswissenschaftlerin                       |
| Julius Linder               | 1878–1942   | Politiker                                     |
| Wilhelm Lorenz              | 1901–1976   | Vorkämpfer der Feuerbestattung                |
| William P. Mandel           | 1908–2000   | Schriftsteller                                |
| Jean Margulies              | 1939–2015   | Politiker                                     |
| Eduard März                 | 1908–1987   | Wirtschaftshistoriker                         |
| Dionys Martens              | 1869–1934   | Musiker                                       |
| Hans Maršálek               | 1914–2011   | Zeitzeuge                                     |
| Andreas Masser              | 1870–1952   | Vorkämpfer der Feuerbestattung                |
| Erich Meder                 | 1897–1966   | Textdichter                                   |
| Walther Mosauer *           | 1905–1937   | Zoologe                                       |
| Hanns Leo Mikoletzky        | 1907–1978   | Generaldirektor des Staatsarchivs             |
| Rudolfine Muhr              | 1900–1984   | Politikerin                                   |
| Franz Muhri                 | 1924–2001   | Politiker, KPÖ-Vorsitzender                   |
| Johann Neubauer             | 1884–1971   | Politiker                                     |
| Albin Neumann *             | 1909–1990   | Zauberkünstler                                |
| Eduard Nawiasky             | 1854–1925   | Opernsänger                                   |
| Franz von Nopcsa *          | 1877–1933   | Paläontologe und Geologe                      |
| Samuel Oppenheim            | 1857–1928   | Astronom                                      |
| Max Pallenberg              | 1877–1934   | Sänger und Schauspieler                       |
| Heinrich Paschkis           | 1849–1923   | Pharmakologe und Hautarzt                     |
| Hans Paulas                 | 1913–1988   | Politiker                                     |
| Paul Polansky               | 1925–2010   | Jazzmusiker und Radiomoderator                |
| Peter Ulrich-Pur            | 1931–2007   | Präsident des Österreichischen Fechtverbandes |
| Eduard Rabofsky             | 1910–1994   | Jurist und Widerstandskämpfer                 |
| Josef Racek                 | 1869–1958   | Vorkämpfer der Feuerbestattung                |
| Ludwig Radermacher *        | 1867–1952   | Klassischer Philologe                         |
| Alfred von Raffay           | 1859–1923   | Feldmarschallleutnant                         |
| Gebhard Rath                | 1902–1979   | Generaldirektor des Staatsarchivs             |
| Alois Rohrauer              | 1843–1923   | Handwerker, 1. Obmann der Naturfreunde        |
| Franz Ronzal                | 1873–1961   | Vorsitzender des Freidenkerbundes             |
| Franz Rosenberger           | 1928–1986   | Politiker                                     |
| Hilde Rössel-Majdan         | 1921–2010   | Opernsängerin                                 |
| Karl Rössel-Majdan          | 1916–2000   | Kulturwissenschaftler                         |
| Kurt W. Rothschild          | 1914–2010   | Wirtschaftswissenschaftler                    |
| Lothar Rübelt *             | 1901–1990   | Sport- und Pressefotograf                     |
| Elisabeth Ruttkay           | 1926–2009   | Archäologin                                   |
| Miklós Sárkány *            | 1908–1998   | Wasserballspieler und Olympiasieger           |
| Max Schacherl               | 1876–1964   | Psychiater                                    |
| Erwin Scharf                | 1914–1994   | Politiker                                     |
| Gustav Scheu                | 1875–1935   | Politiker                                     |
| Helene Scheu-Riesz          | 1880–1970   | Schriftstellerin                              |
| Rudolf Schlauf *            | 1910–1952   | Fußballspieler                                |
| Alfred Schmeller            | 1920–1990   | Kunsthistoriker                               |
| Max Schneider               | 1921–2010   | Politiker, Zeitzeuge                          |
| Hugo Schorsch               | 1911–1979   | Arzt und Politiker                            |
| Johann Schorsch             | 1874–1952   | Politiker                                     |
| Heinz Schulbaur             | 1884–1964   | Regisseur und Hochschullehrer                 |
| Hermann Schulz              | 1874–1926   | Politiker                                     |
| Irma Schwager               | 1920–2015   | Widerstandskämpferin, Politikerin             |
| Vera Schwarz                | 1888–1964   | Opernsängerin                                 |
| Georg Sailer *              | 1874–1935   | Politiker                                     |
| Amalie Seidel               | 1876–1952   | Politikerin                                   |
| Hans Seidel                 | 1922–2015   | Wirtschaftswissenschaftler                    |
| Ferdinand Skaret *          | 1862–1941   | Politiker                                     |
| Otto Skritek                | 1909–1998   | Politiker                                     |
| Rudolf Smola                | 1884–1950   | Volksbildner und Pädagoge                     |
| Ludwig Soswinski            | 1905–1997   | Widerstandskämpfer                            |
| Leopold Spira               | 1913–1997   | Publizist                                     |
| Anton Staudinger            | 1940–2025   | Historiker                                    |
| Otto Stefferl               | 1931–2018   | Grafiker                                      |
| Josef Steindl               | 1912–1993   | Wirtschaftswissenschaftler                    |
| Heinz Steinert              | 1942–2011   | Soziologe                                     |
| Harald Sterk                | 1938–1991   | Kulturjournalist                              |
| Josef Sterk                 | 1903–1981   | Journalist                                    |
| Carl Sternberg              | 1872–1935   | Pathologe                                     |
| Franz Stuschka              | 1910–1986   | SS-Führer                                     |
| Emil Swoboda *              | 1898–1934   | Opfer des Februaraufstandes 1934              |
| Heinz Tesar                 | 1939–2024   | Architekt                                     |
| Rudolf Teubler              | 1881–1943   | Schauspieler                                  |
| Hans Theyer                 | 1884–1955   | Kamerapionier                                 |
| Hans Heinz Theyer           | 1910–1961   | Kameramann                                    |
| Oswald Thomas               | 1882–1963   | Astronom                                      |
| Ben Tieber                  | 1867–1925   | Theaterdirektor                               |
| Ernst Ulbrich               | 1915–1974   | Politiker                                     |
| Rosa Valetti *              | 1876–1937   | Schauspielerin                                |
| Alfred Waagner              | 1886–1960   | Maler                                         |
| Richard Wadani              | 1922–2020   | Deserteur aus der deutschen Wehrmacht         |
| Trude Waehner               | 1900–1979   | Malerin                                       |
| Jakob Wald                  | 1887–1952   | Gründer der Hilfsgemeinschaft der Blinden     |
| Fritz Walden                | 1914–1992   | Publizist                                     |
| Hermann Weber               | 1939–2017   | Beamter                                       |
| Wilhelm Weber               | 1907–1981   | Kommunalpolitiker                             |
| Stefan Weber                | 1946–2018   | Musiker (Drahdiwaberl)                        |
| Karl Weigl                  | 1879–1982   | Politiker                                     |
| Arthur West                 | 1922–2000   | Schriftsteller und Journalist                 |
| Franz West                  | 1909–1984   | Politiker                                     |
| Ingrid Wiengreen *          | 1909–1937   | Diplomatentochter, Mordopfer                  |
| Alfred Maria Willner        | 1859–1929   | Journalist, Komponist und Librettist          |
| Hans Wolker                 | 1914–2000   | Widerstandskämpfer, Journalist, Publizist     |
| Max Wopenka                 | 1903–1952   | Kommunalpolitiker                             |
| Othmar Wundsam              | 1922–2014   | Zeitzeuge der NS-Zeit                         |
| Erich von Wymetal           | 1892–1966   | Schauspieler und Regisseur                    |
| Franz Zehetmayer *          | 1916–1992   | Eishockeyspieler                              |